# Bondy
Pour les articles homonymes, voir Bondy (homonymie).
Bondy est une commune française du département de la Seine-Saint-Denis, en région Île-de-France.

## Géographie

### Localisation

Bondy dans la Petite couronne parisienne.

Bondy est une ville de la banlieue parisienne, située au nord-est de Paris, à 6 km de la porte de Pantin.

### Communes limitrophes
Les communes limitrophes sont Aulnay-sous-Bois, Le Blanc-Mesnil, Bobigny, Drancy, Noisy-le-Sec, Les Pavillons-sous-Bois, Rosny-sous-Bois et Villemomble.
| Le Blanc-Mesnil Drancy | Aulnay-sous-Bois | Aulnay-sous-Bois Les Pavillons-sous-Bois |
| Bobigny Noisy-le-Sec   | Bondy            | Les Pavillons-sous-Bois                  |
| Noisy-le-Sec           | Rosny-sous-Bois  | Villemomble                              |

### Hydrographie

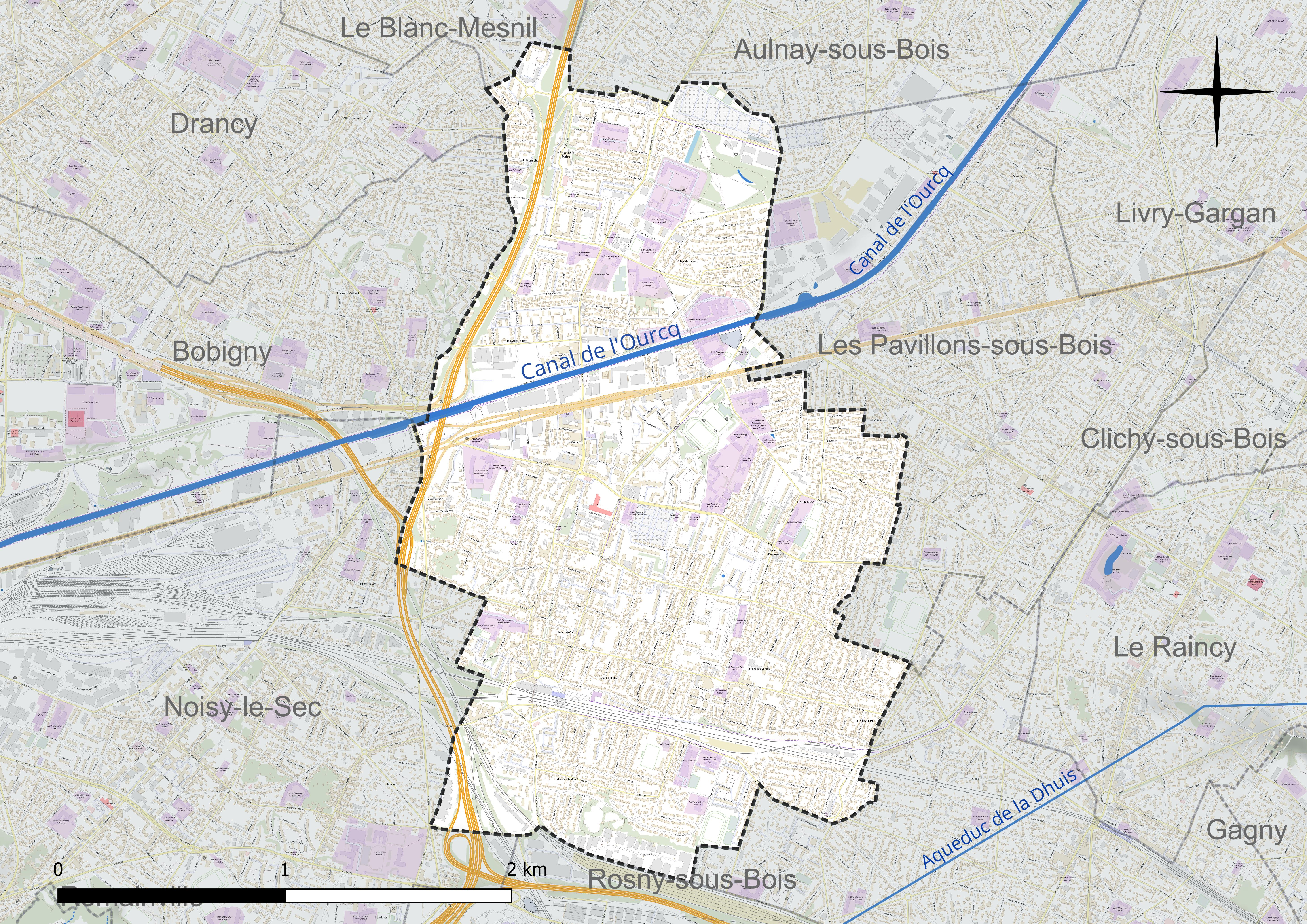
Carte hydrographique de la commune.

Le canal de l'Ourcq traverse le territoire de la commune de Bondy d'est en ouest.
Au XIXe siècle existait le ruisseau de la Molette, qui était décrit comme constitué du Moleret, un petit cours d'eau prenant sa source à Rosny-sous-Bois, et qui, à cette époque, « reçoit les égouts de cette commune, entre sur le territoire de Bondy où il reçoit l’égout de la route nationale n° 3 et le canal d’assainissement de la voirie de Bondy, puis traverse le territoire du Bourget, où il reçoit l’égout de la route nationale n° 2.
A partir de la traversée de la route nationale n° 2, au Bourget, le Moleret prend le nom de Mollette; le ruisseau traverse le territoire du Bourget, forme limite entre les communes de la Courneuve et de Dugny et se jette dans le Rouillon, après avoir passé sous le Croult et par-dessus la Vieille-Mer ». Ce ruisseau est aujourd'hui busé et intégré dans le réseau d'assainissement du département de la Seine-Saint-Denis.

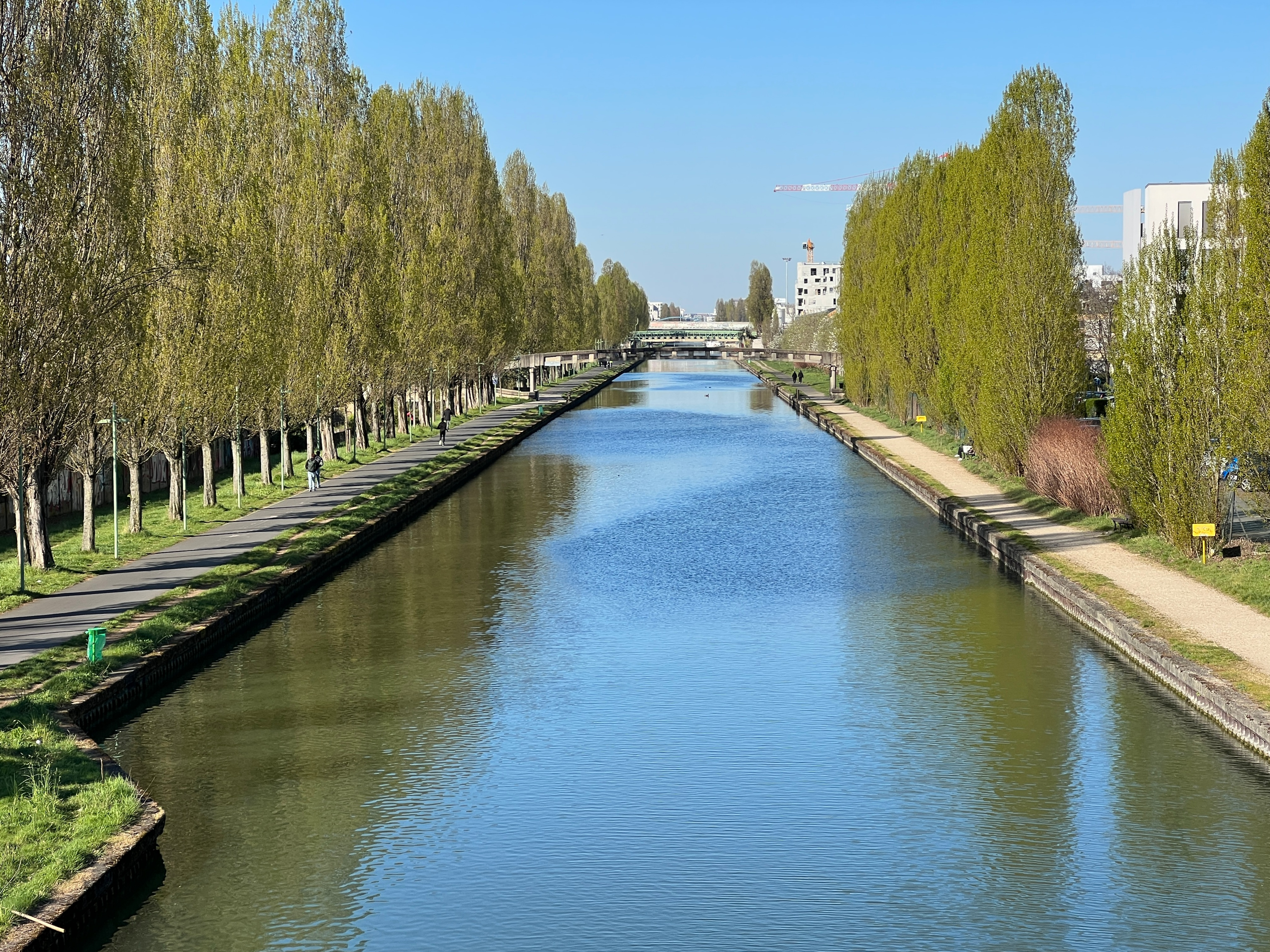
Le canal de l'Ourcq au niveau du pont de la Forêt.
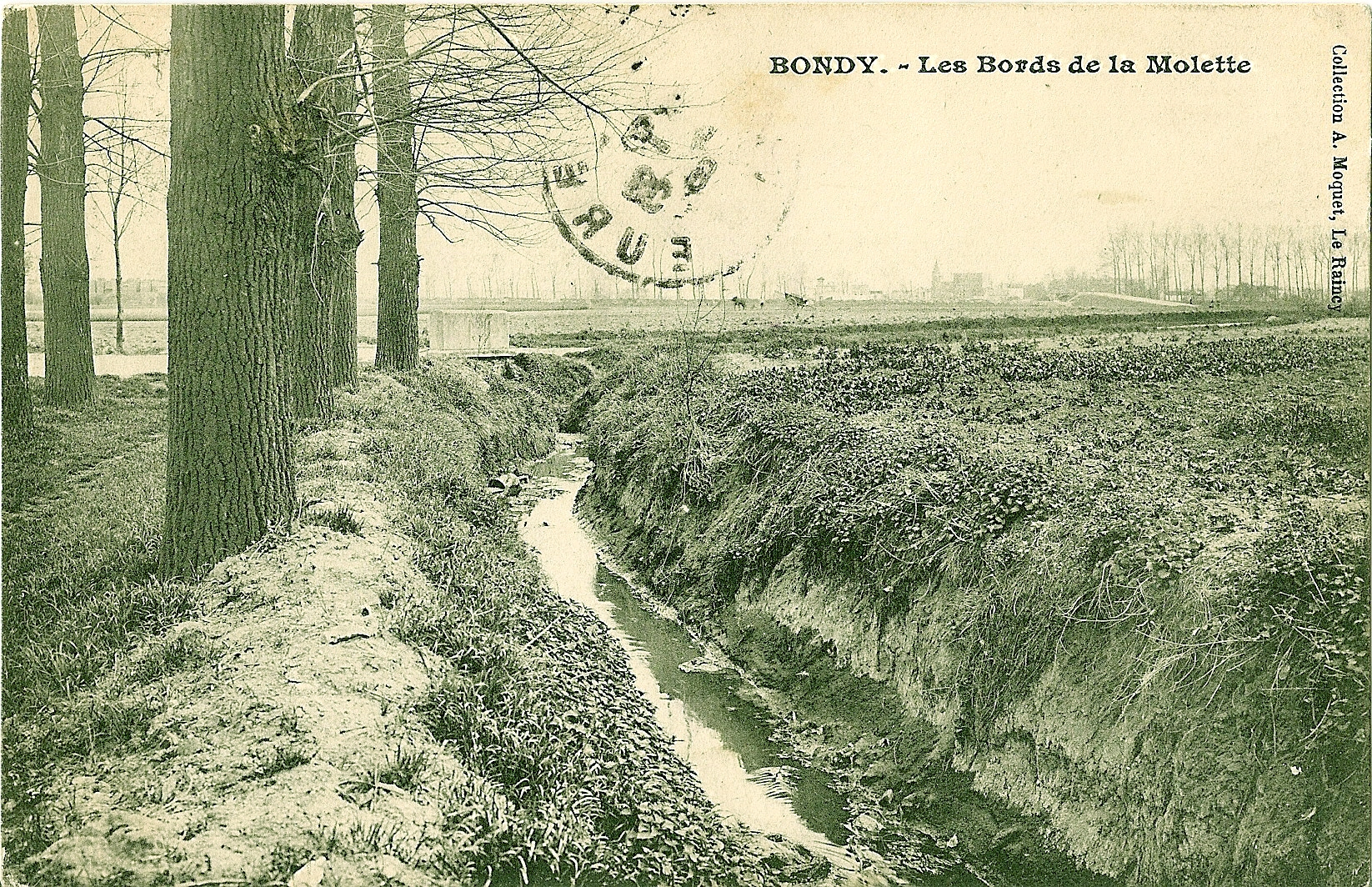
La Molette au début du XXe siècle.

### Climat
Pour des articles plus généraux, voir Climat de l'Île-de-France et Climat de la Seine-Saint-Denis.
En 2010, le climat de la commune est de type climat océanique dégradé des plaines du Centre et du Nord, selon une étude du CNRS s'appuyant sur une série de données couvrant la période 1971-2000. En 2020, Météo-France publie une typologie des climats de la France métropolitaine dans laquelle la commune est exposée à un climat océanique altéré et est dans la région climatique Sud-ouest du bassin Parisien, caractérisée par une faible pluviométrie, notamment au printemps (120 à 150 mm) et un hiver froid (3,5 °C).
Pour la période 1971-2000, la température annuelle moyenne est de 12,1 °C, avec une amplitude thermique annuelle de 15,2 °C. Le cumul annuel moyen de précipitations est de 656 mm, avec 10,3 jours de précipitations en janvier et 7,8 jours en juillet. Pour la période 1991-2020, la température moyenne annuelle observée sur la station météorologique la plus proche, située à Neuilly-sur-Marne à 6 km à vol d'oiseau, est de 12,3 °C et le cumul annuel moyen de précipitations est de 721,2 mm,. Pour l'avenir, les paramètres climatiques de la commune estimés pour 2050 selon différents scénarios d'émission de gaz à effet de serre sont consultables sur un site dédié publié par Météo-France en novembre 2022.

### Milieux naturels et biodiversité
À l'image de nombreuses communes de la proche banlieue parisienne, la ville de Bondy est particulièrement dense et les espaces verts y sont relativement limités. La ville, comme nombre de ses voisines, a longtemps été recouverte par la forêt de Bondy, jusqu'au début du XIXe siècle. Elle ne subsiste plus aujourd'hui qu'aux marges orientales du département, sur les communes de Clichy-sous-Bois, de Montfermeil et de Coubron.
Le plus grand espace vert communal a été inauguré en 2005. C'est le bois de Bondy, tout au nord de la ville, qui s'étend sur 10 hectares pour 1 250 arbres.
Parmi les autres espaces verts figurent le parc de la Mare à la Veuve, au sud, le square François-Mitterrand à proximité de la mairie, le square Boris-Bernstein, le square Anne-Frank, le square Jean-Lebas et le square Maurice-Benhamou.

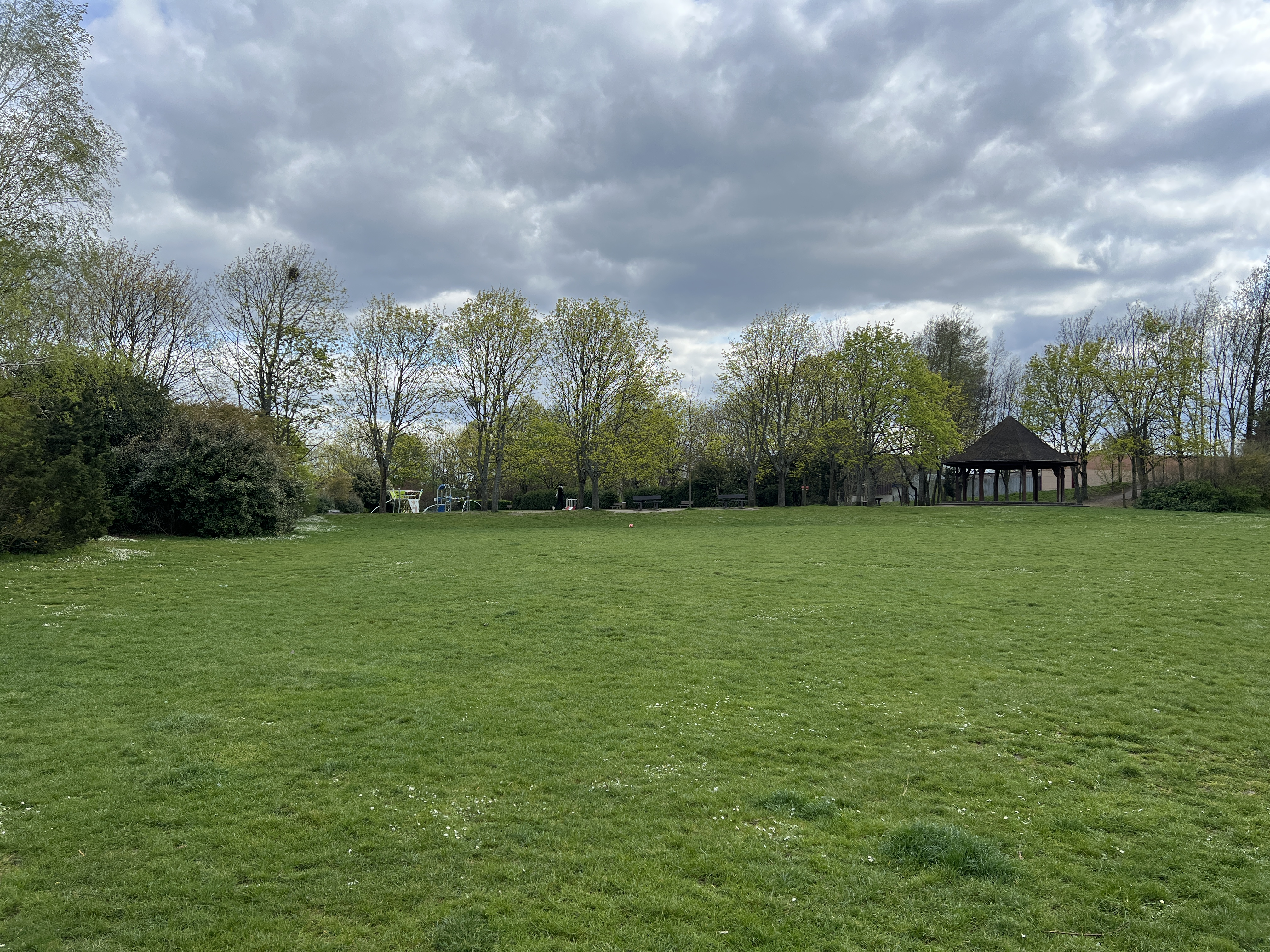
Parc de la Mare à la Veuve.
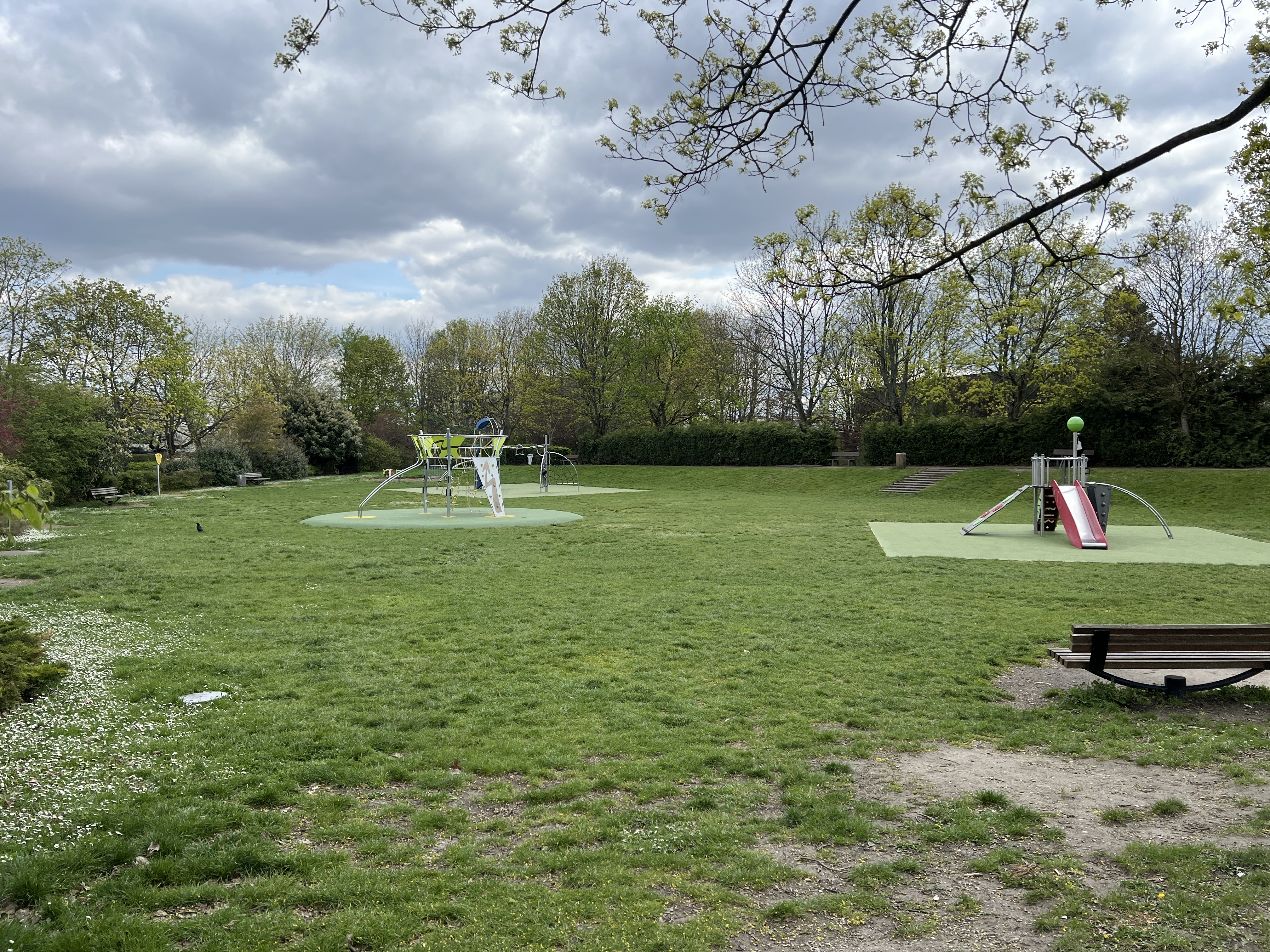
Jeux d'enfants, parc de la Mare à la Veuve.
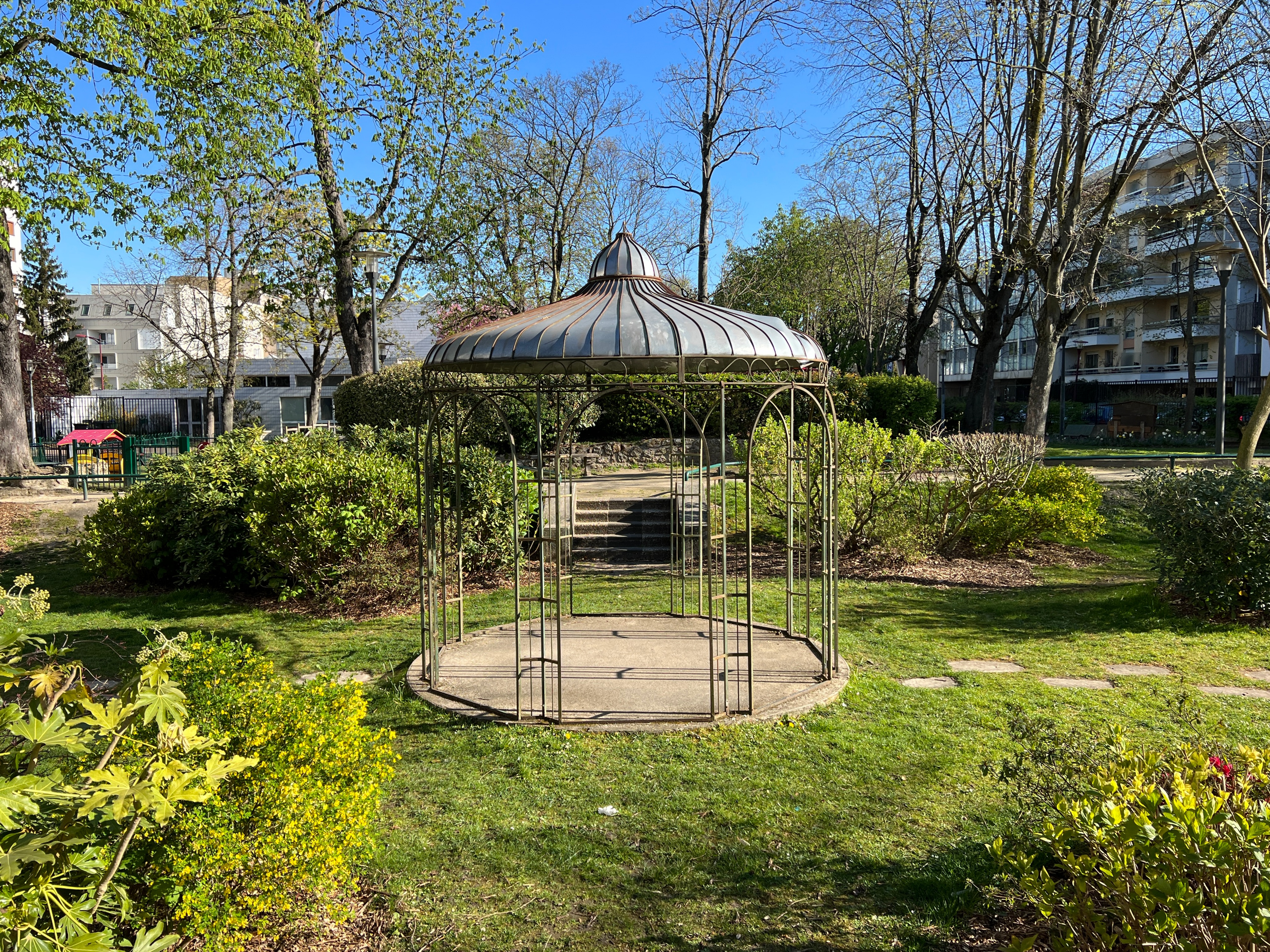
Kioske du square François-Mitterrand.

## Urbanisme

Carte des quartiers.

### Typologie
Au 1er janvier 2024, Bondy est catégorisée grand centre urbain, selon la nouvelle grille communale de densité à sept niveaux définie par l'Insee en 2022.
Elle appartient à l'unité urbaine de Paris, une agglomération inter-départementale regroupant 407  communes, dont elle est une commune de la banlieue,,. Par ailleurs la commune fait partie de l'aire d'attraction de Paris, dont elle est une commune du pôle principal,. Cette aire regroupe 1 929 communes,.

### Habitat et logement
En 2020, le nombre total de logements dans la commune était de 21 802, alors qu'il était de 20 404 en 2015 et de 20 145 en 2010.
Parmi ces logements, 92,2 % étaient des résidences principales, 0,7 % des résidences secondaires et 7 % des logements vacants. Ces logements étaient pour 28,1 % d'entre eux des maisons individuelles et pour 70,1 % des appartements.
Le tableau ci-dessous présente la typologie des logements à Bondy en 2020 en comparaison avec celle de la Seine-Saint-Denis et de la France entière. Une caractéristique marquante du parc de logements est ainsi une proportion de résidences secondaires et logements occasionnels (0,7 %) inférieure à celle du département (1,2 %) et  à celle de la France entière (9,7 %). Concernant le statut d'occupation de ces logements, 41,1 % des habitants de la commune sont propriétaires de leur logement (43,1 % en 2015), contre 38,2 % pour la Seine-Saint-Denis et 57,5 pour la France entière.
| Typologie                                               | Bondy | Seine-Saint-Denis | France entière |
| ------------------------------------------------------- | ----- | ----------------- | -------------- |
| Résidences principales (en %)                           | 92,2  | 92,7              | 82,1           |
| Résidences secondaires et logements occasionnels (en %) | 0,7   | 1,2               | 9,7            |
| Logements vacants (en %)                                | 7     | 6,1               | 8,2            |

La ville respecte l'obligation faire par l'article 55 de la loi SRU de disposer au moins 25 % de son parc de résidences principales comme logements sociaux.

### Voies de communication et transports

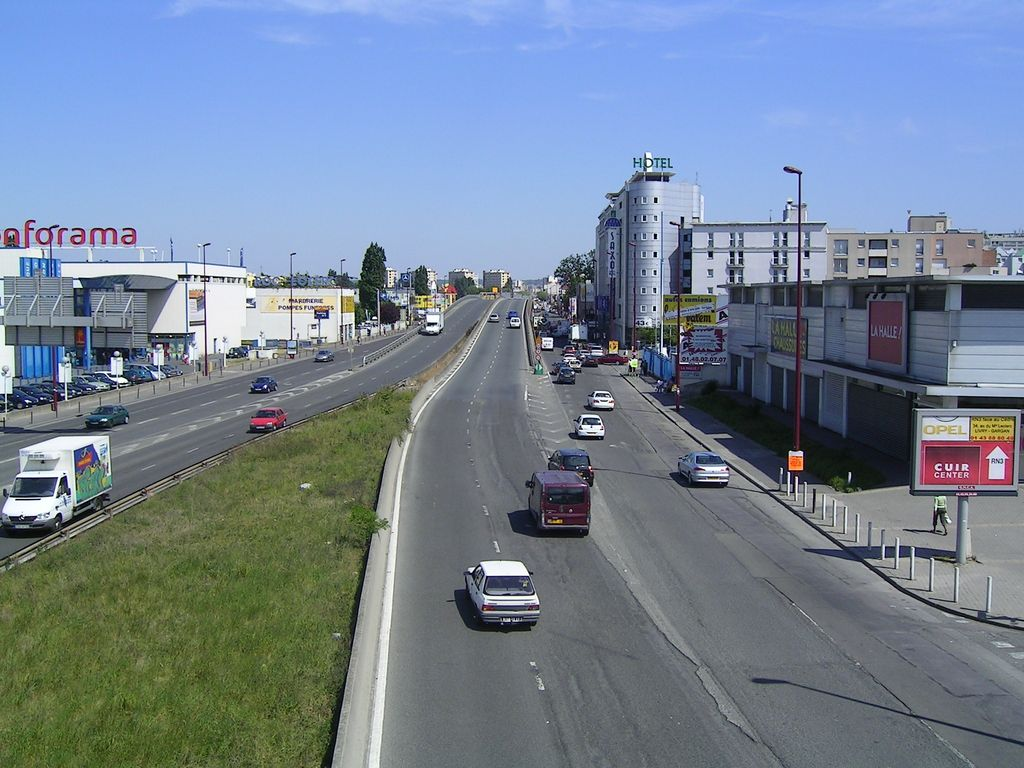
La zone commerciale, située le long de la RN 3.

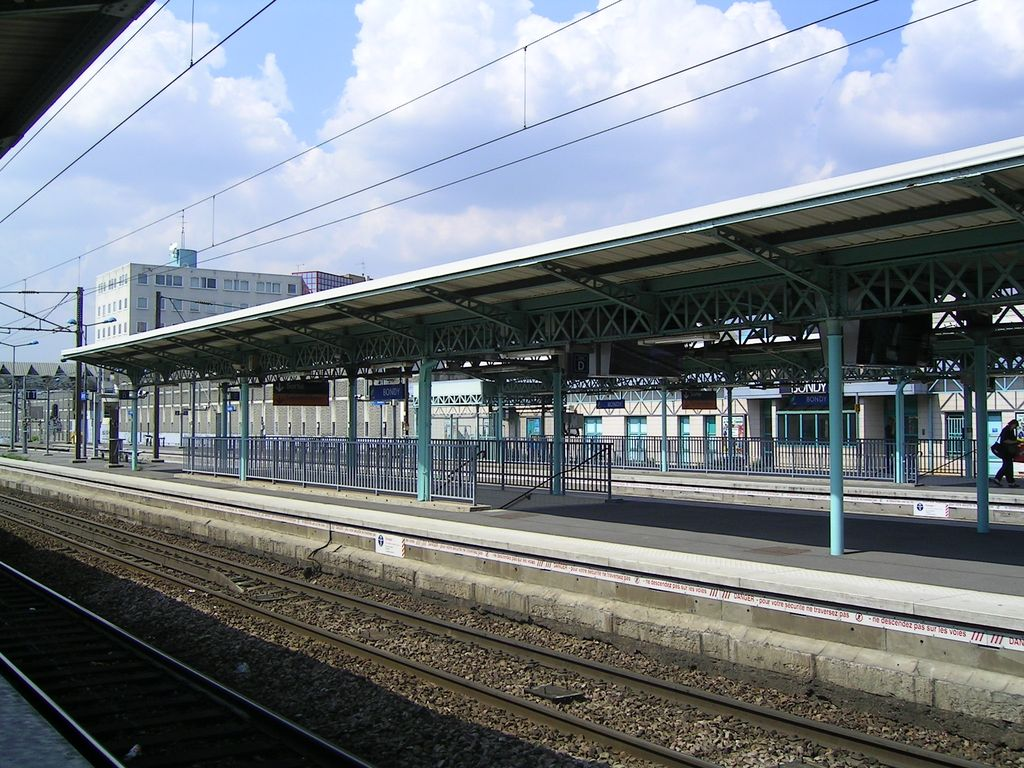
La gare de Bondy.

#### Voies routières
Bondy est traversée d'ouest en est par la route nationale 3. Le nœud autoroutier A3-A86 dessert la ville et la rend aisément accessible en voiture.
En revanche ces infrastructures constituent des coupures urbaines importantes entre les parties nord et sud de Bondy (canal de l'Ourcq et RN3), et entre Bondy et les villes voisines (A86 qui passe entre Bondy et Noisy-le-Sec et A3  avec Noisy-le-Sec, LGV Est et A103 avec Rosny-sous-Bois,).

### Transport en commun

#### Transport ferroviaire
Dans sa partie sud, le territoire est traversé par les lignes de Paris-Est à Strasbourg-Ville et de Bondy à Aulnay-sous-Bois (ligne dite des « Coquetiers »).
La gare de Bondy est desservie par les trains du RER E en direction de la gare de Nanterre-La Folie, provisoirement depuis juillet 1999 de Paris (Haussmann-Gare-Saint-Lazare), située dans le quartier d'affaires de La Défense et de Chelles-Gournay. Les trains s'y arrêtent avec une fréquence d'un train toutes les sept minutes en heure de pointe, et d'un train toutes les quinze minutes en heure creuse. La gare a aussi longtemps été l'un des terminus de la ligne de Bondy à Aulnay-sous-Bois jusqu'à son remplacement, en 2006, par un tram-train qui constitue le T4. Celui-ci s'arrête aussi à La Remise à Jorelle.
La ville de Bondy doit être desservie par la ligne 15 Est dans le cadre du Grand Paris Express à l'horizon 2028. Une station sera construite à la gare de Bondy ainsi qu'au Pont de Bondy, situé à proximité directe de la bordure occidentale de la ville de Bondy qui est déjà desservi par le T1.

#### Bus
Plusieurs lignes de bus desservent la commune :
Les lignes RATP :
- 105 (Porte des Lilas – Mairie des Pavillons-sous-Bois)
- 143 (La Courneuve - Aubervilliers RER – Rosny-sous-Bois RER)
- 146 (Le Bourget RER – Montfermeil - Les Bosquets)
- 147 (Église de Pantin – Sevran - Avenue Ronsard)
- 151 (Porte de Pantin – Bondy - Jouhaux Blum)
- 234 (Fort d'Aubervilliers – Mairie de Livry-Gargan)
- 303 (Bobigny Pablo Picasso – Noisy-le-Grand - Mont d'Est RER)
- 346 (Rosny-Bois-Perrier – Gare de Bondy RER / Gare de Bondy RER – Le Blanc-Mesnil Place de la Libération)
- 351 (Paris-Nation-Trône – Roissypôle)
- TUB ((Circulaire) La Mare à la Veuve)

Les lignes des réseaux Terres d'Envol et Roissy Est desservent également Bondy ;
Terres d'Envol :
- 615 (Bobigny Pablo Picasso – Gare de Villepinte)
- 616 (Gare de Bondy – Centre Commercial O'Parinor)

Roissy Est :
- 2128 (Gare de Bondy – Mairie de Claye-Souilly)

Certaines de ces lignes relient la commune à des pôles de transports en commun multimodaux comme la station de métro Bobigny - Pablo Picasso, ou la station de tramway et future de station de métro Pont de Bondy.

## Toponymie
Attesté en Bonisiacus en 700, Bungeyas en 1060, d'après Albert Dauzat et Charles Rostaing, ce toponyme provient du nom d'homme latin *Bondius ou *Bonitius, et du suffixe -acum.

## Histoire
Anciennement, la ville était recouverte par la forêt de Bondy – encore subsistante actuellement mais hors du territoire communal bondynois –, située sur les communes de Montfermeil, Clichy-sous-Bois et Coubron en raison de sa forte diminution au cours des siècles.

### Antiquité
Ce village, au VIIe siècle, était connu sous le nom de Bonisiaca. Le plus ancien document connu mentionnant Bondy est le « testament d'Ermentrude », datant du VIIe siècle par lequel cette dame chrétienne donnait quelques terres à l'Église.
Fin 2005, lors de fouilles préventives, une nécropole d'un millier de sépultures (toutes époques confondues, allant du Bas-Empire au XIVe siècle) a été découverte au centre même de Bondy, près de l'église. Il s'agit d'une des plus importantes nécropoles mérovingiennes (VIe et VIIe siècles) et carolingiennes jamais mises au jour en France. Dans ces tombes, seuls quelques objets ont été trouvés, dont huit scramasaxes (sabres courts), une belle plaque-boucle en os et une autre en métal, ce qui étonna les archéologues, car usuellement, les tombes mérovingiennes contiennent de nombreux bijoux de verre, des armes, des restes de vêtements et diverses offrandes. Ce n'est qu'à l'époque carolingienne que les offrandes furent interdites par l'Église, en tant que pratique païenne. De façon générale, les études montrent que les gens étaient durant ces périodes en bonne santé, n'avaient aucune carence alimentaire, et qu'aucun d'entre eux n'est décédé de mort violente. Dans les couches les plus profondes de la nécropole, des tombes des IIIe et IVe siècles ont été mises au jour. Ces tombes sont orientées dans tous les sens, ce qui démontre un mélange de religions et de croyances. Ces tombes ne contiennent aucun objet. Une autre curiosité est l'absence de sépulture d'enfant.

### Moyen Âge
Au XIe siècle, Bondy devient possession de la collégiale parisienne de l'abbaye de Saint-Martin-des-Champs. En 1079, la collégiale devient, par volonté royale, partie intégrante de l'ordre régulier de Cluny. Le territoire est alors une terre agricole exploitée par plusieurs fermes dirigées par un prieur. Ce dernier est remplacé à partir de 1250 par un maire achetant sa charge.
Au XIIIe siècle, il y avait une léproserie qui passait pour être ancienne. À cette même époque, un poisson (non-identifié) de Bondy était crié a Paris.
Des fouilles archéologiques réalisées par l'INRAP et le département de la Seine-Saint-Denis en 2007 ont permis de mettre au jour trois sépultures multiples de sujets décédés de la peste noire de 1348. Les onze sujets concernent des enfants, des femmes et des hommes. C'est le seul cas de charniers de cette pandémie découvert en Île-de-France.

### Temps modernes

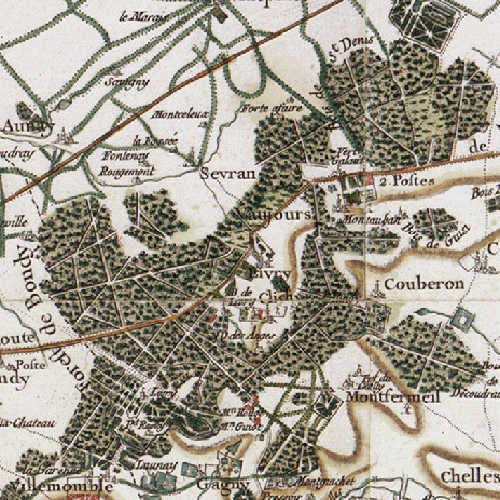
La forêt de Bondy au XVIIIe siècle sur la carte de Cassini.

La forêt de Bondy était autrefois célèbre par les voleurs auxquels elle servait de repaire. C'est dans cette forêt, qu'avant la Révolution française, la basoche du palais de Paris se transportait tous les ans, au mois de mai, en grande cérémonie.
Les XVe et XVIe siècles voient l’essoufflement du clergé et de la noblesse féodale, dont les terres et fermes sont peu à peu rachetées par de riches propriétaires bourgeois ou notables. La seigneurie de Bondy connait une succession de propriétaires haut placés (notaire royal, intendant des finances) ou issus de la cour. À partir de 1690, la famille Triboulleau, secrétaire des Finances du roi, regroupe des terres et fait construire le château de Bondy, terminé entre 1702 et 1710. Érigé perpendiculairement à la route entre Paris et Meaux, il se présente sous la forme d’un château classique, avec une cour d’honneur et des jardins à la française.
Un relais de poste est également implanté à l’entrée du village en 1615. L'église Saint-Pierre est rebâtie en 1750-1752.
Le nord du territoire communal, par-delà la route de Paris à Meaux, n’est pas occupé. Il s’agit en effet d’une zone de marais et de prés irrigués par des ruisseaux. Le chemin d’Aulnay traverse cette zone du nord au sud.
Le recensement de 1709 indique que Bondy comptait 73 feux pour environ 260 habitants. Le village compte ensuite entre 300 et 400 habitants avant la Révolution.

### Révolution française et Empire
Le Canal de l’Ourcq est aménagé le long de la route entre Paris et Meaux de 1804 à 1822. Trois ponts permettent d’enjamber le canal au niveau de Bondy : le pont de Bondy, qui s’ouvre en patte d’oie avec les routes de Rueil, Saints et Groslay, le pont d'Aulnay et le pont de la forêt. Le parc du Château est scindé en deux par le tracé du canal.
Le 27 mars 1814, le corps d'armée du général prussien Ludwig Yorck von Wartenburg vainc, dans la forêt de Bondy, les corps français qui, accablés par le nombre, se replient sur Paris. Le 28, le général russe Rayefski occupe le village, et le quitte le 29 pour se rendre sous les murs de Paris. Le 30 mars, l'empereur Alexandre Ier de Russie et le roi Frédéric-Guillaume III de Prusse établissent à Bondy leur quartier général. Le 31 mars, les deux monarques quittent Bondy pour faire leur entrée à Paris. Le 10 avril, des détachements des six premières légions de la garde nationale de Paris se rendent à Bondy pour y recevoir Son Altesse Royale Monsieur, frère du roi Louis XVIII.

### Époque contemporaine

#### XIXesiècle
Lors de l’aménagement de la ligne de Paris à Strasbourg, une halte est construite à Bondy à la demande de ses habitants. Inaugurée en 1849, sa fréquentation est supérieure à celle de Noisy-le-Sec et encourage la compagnie à maintenir cette halte et à en faire en véritable gare, tandis que celle de Noisy est transformée comme une gare de bifurcation lors de l'ouverture de l'embranchement vers Mulhouse.
La gare de Bondy accueille ainsi de nombreux Parisiens qui viennent se promener dans la forêt de Bondy. Des omnibus desservent la station depuis le village.
Enfin, près de la station est construit un dépotoir avec « d'immenses réservoirs », où des trains circulant de nuit viennent déverser quotidiennement le produit des fosses d'aisances parisiennes.
Le château de Bondy est démoli vers 1850.
Lors du siège de Paris durant la guerre franco-allemande de 1870, Bondy est occupée par les troupes prussiennes qui installent leur artillerie aux abords du plateau de l'ancien parc du Raincy puis y établissent un ouvrage fortifié et des observatoires.
Le 30 septembre 1870, un peloton de cavalerie accompagné de 4 compagnies des 3e et 4e bataillon des éclaireurs de la Seine chasse l’ennemi de Bondy puis effectue une reconnaissance sur la Maison Blanche où ils débusquent une batterie avant de rentrer sur Romainville.
Plusieurs autres reconnaissances et coups de main seront effectués sur le village, particulièrement en octobre, novembre et le 21 décembre où le général Ducrot fait occuper et fortifier le village. Bondy est alors régulièrement bombardée par l'artillerie prussienne.

Bondy et la Guerre de 1870
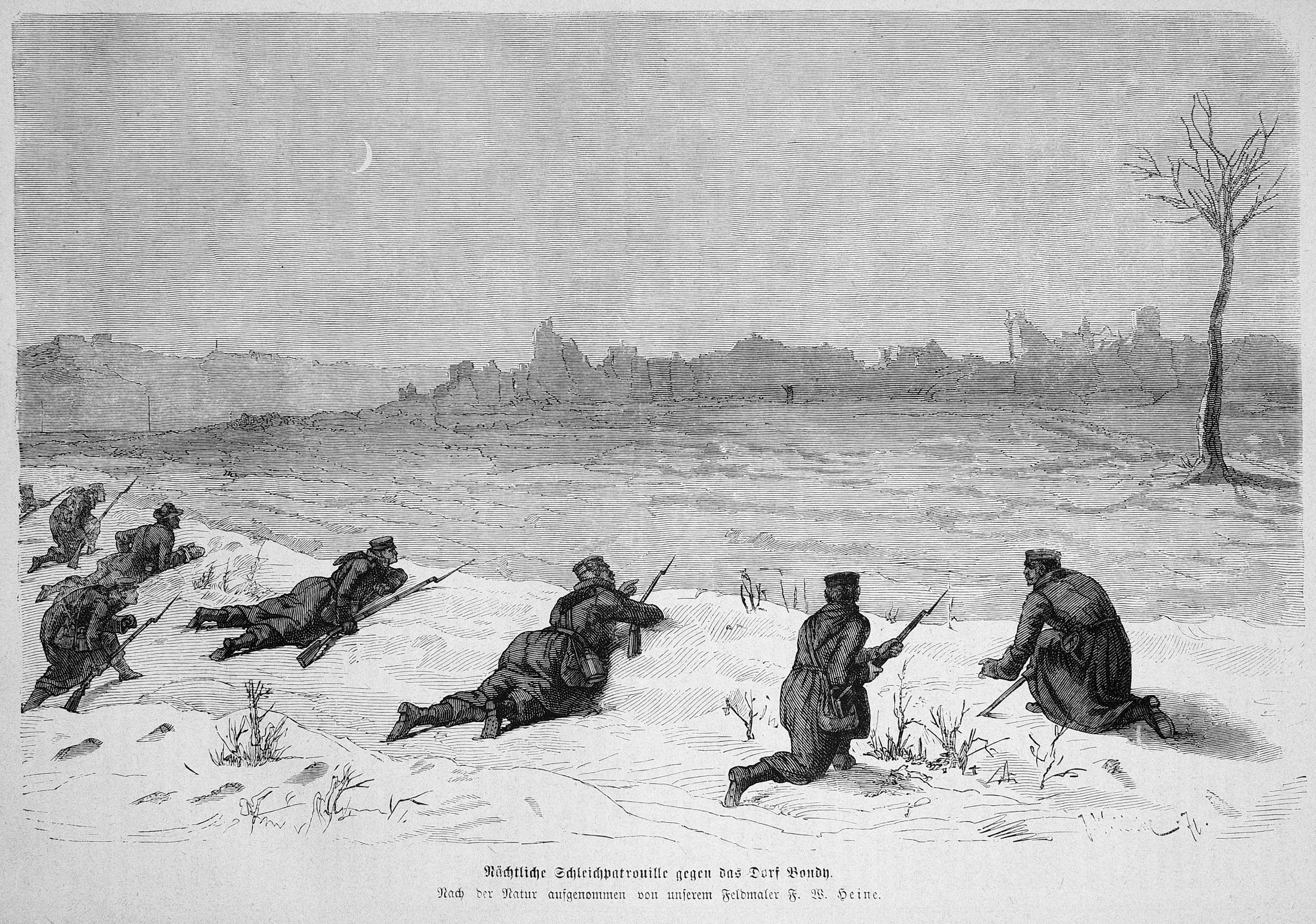
Patrouille nocturne allemande sur le village de Bondy pendant le Siège de Paris
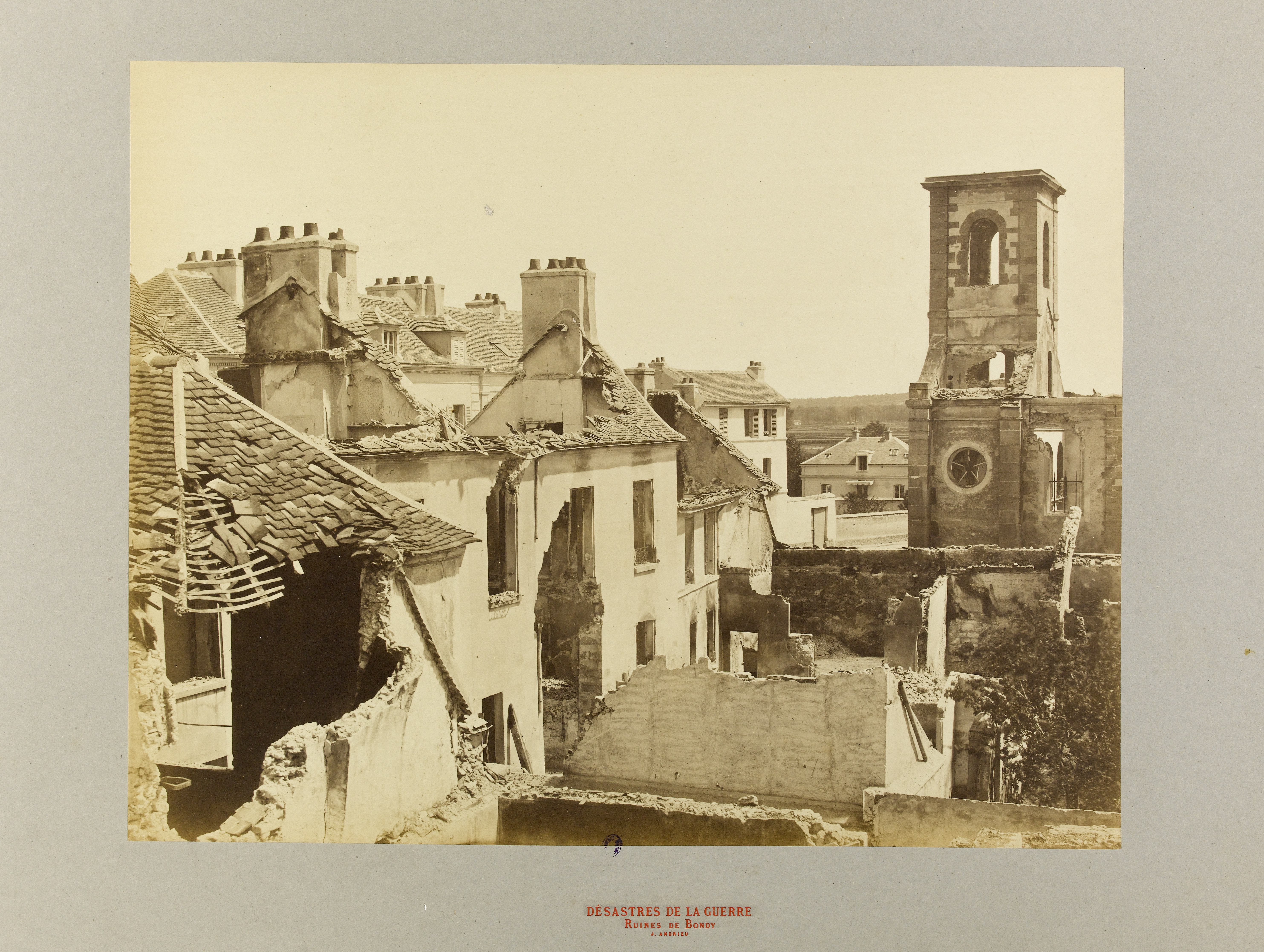
Ruines du village et de l'église.
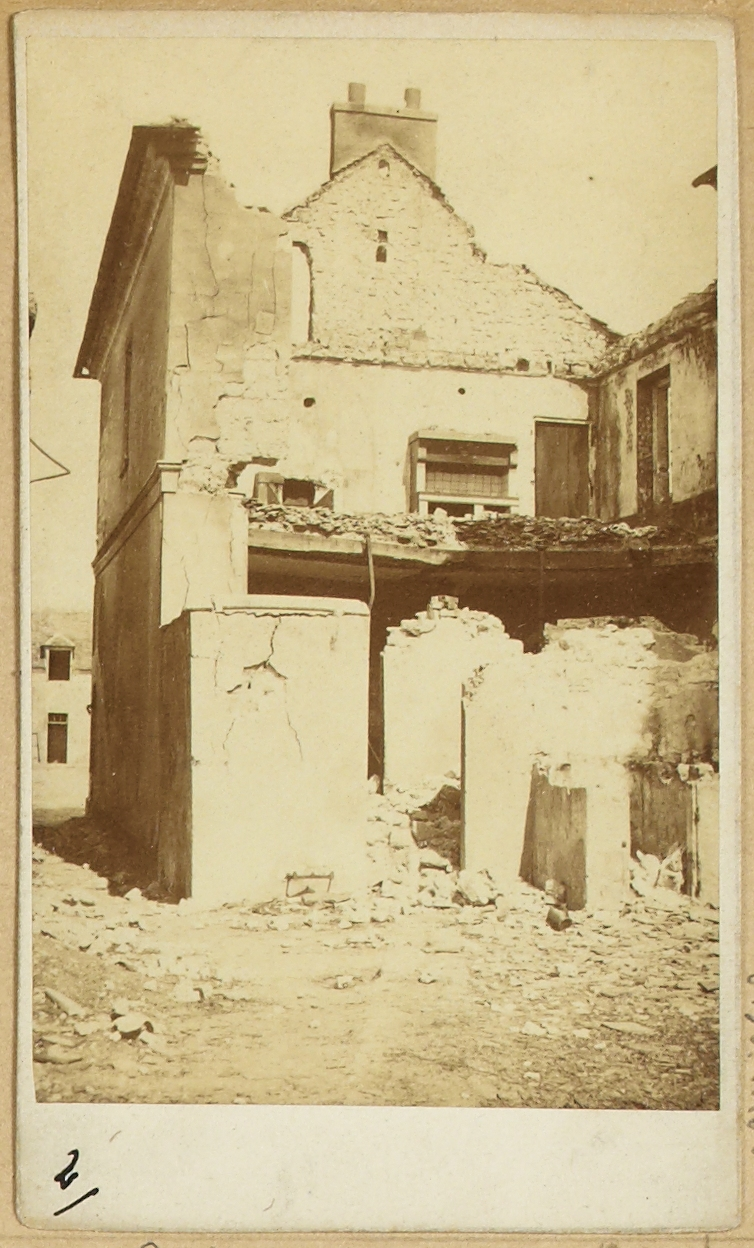
Ruines de l'école communale.
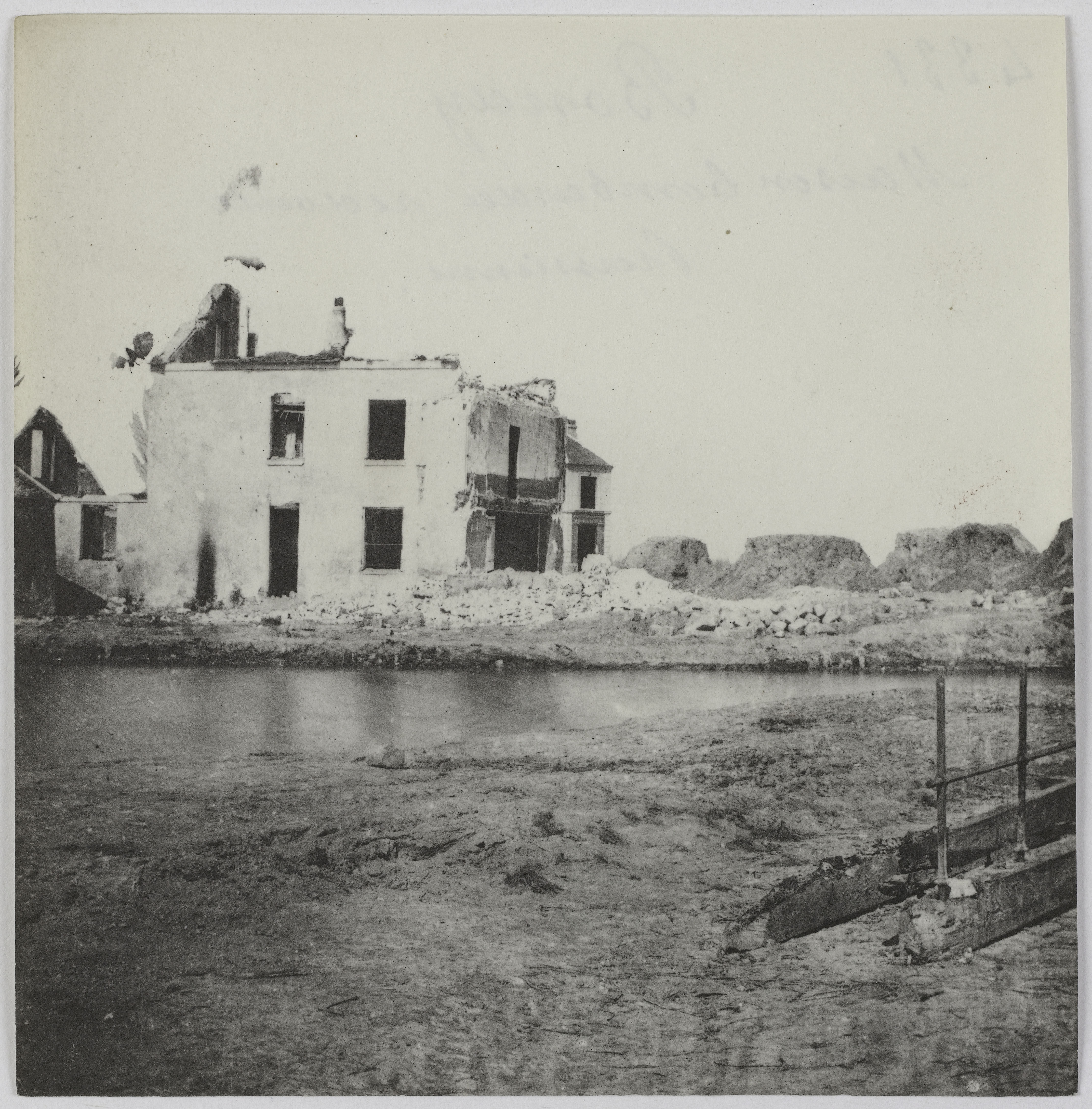
Redoute prissienne à côté d'une maison bombardée, sur le Canal.
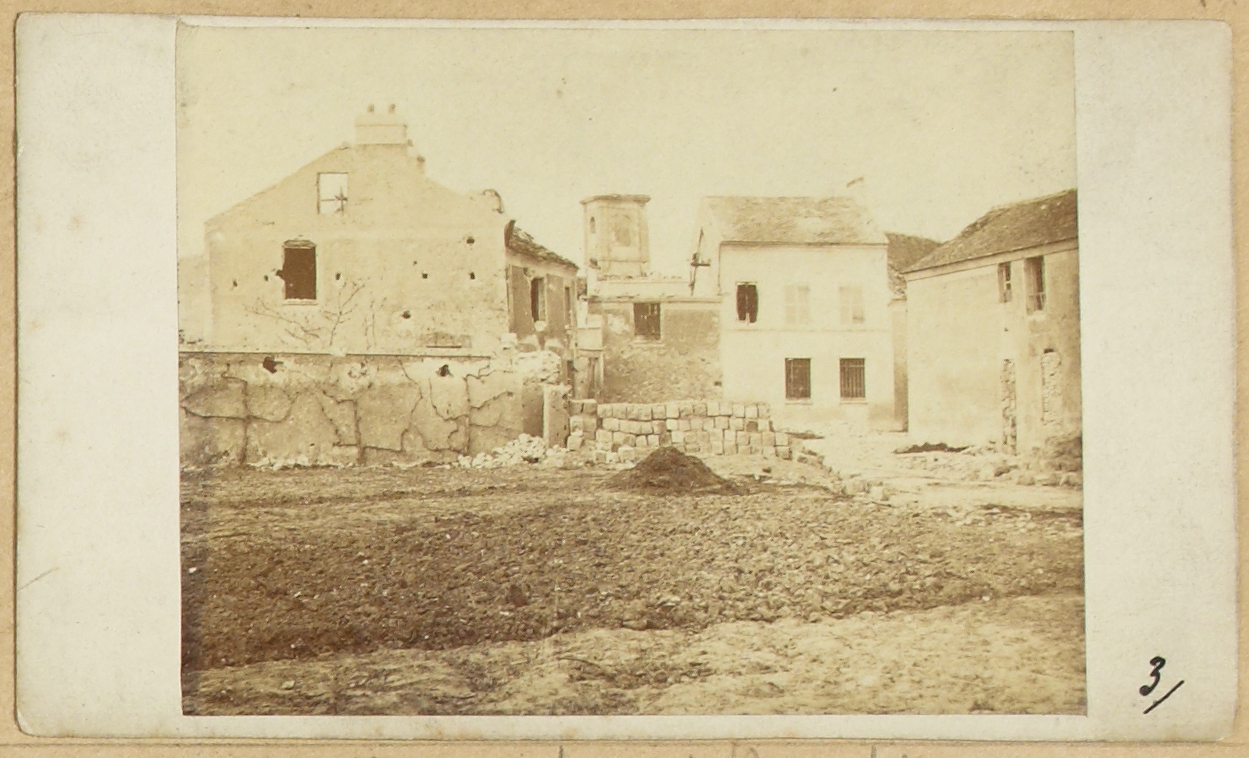
Barricade
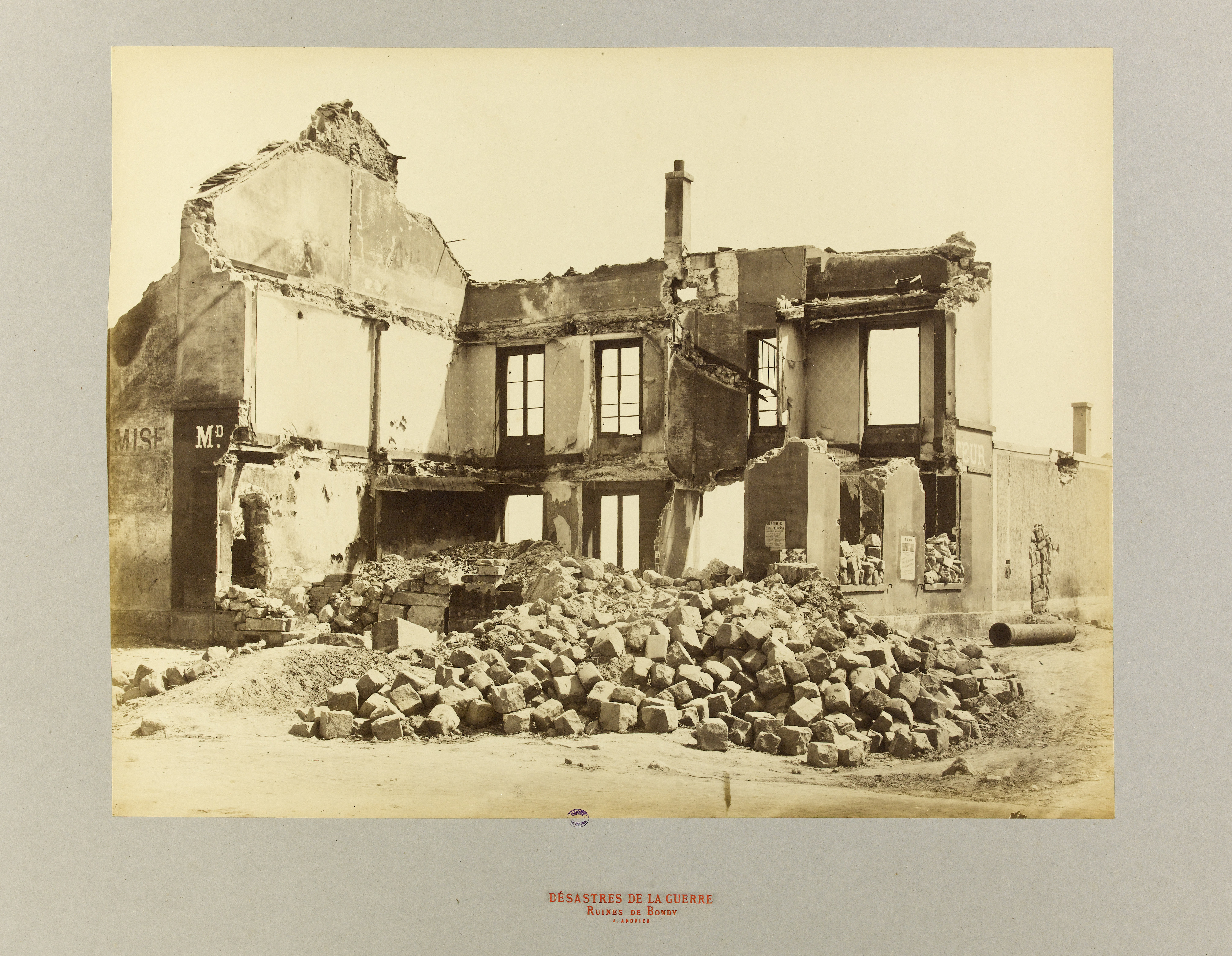
Maison.

#### XXesiècle
En 1905, la commune des Pavillons-sous-Bois est créée par démembrement celle de Bondy.

Bondy au tout début du XXe siècle
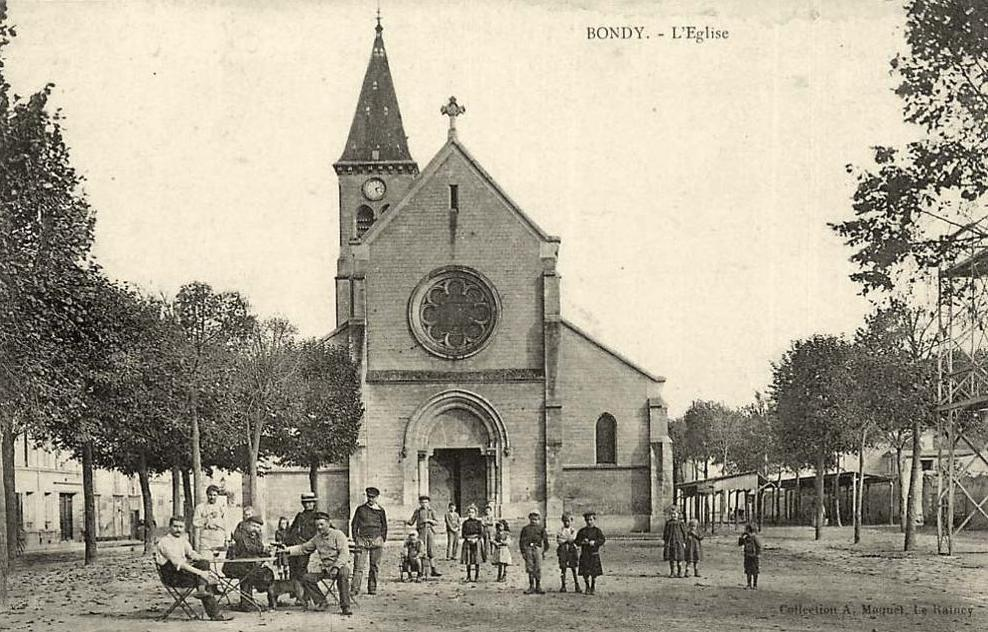
L'église Saint-Pierre.
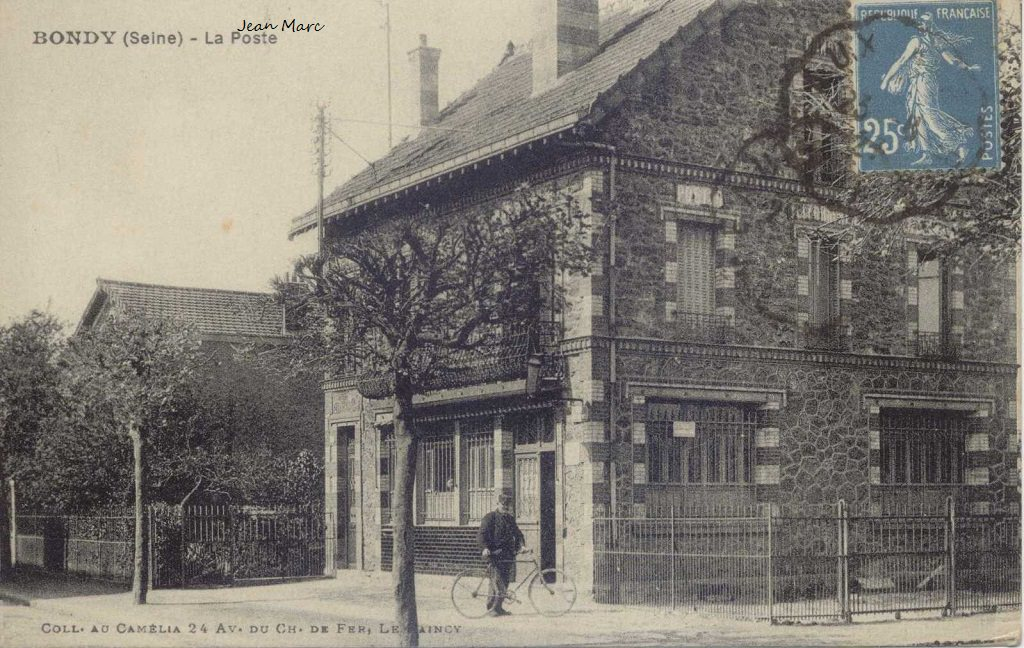
La poste.
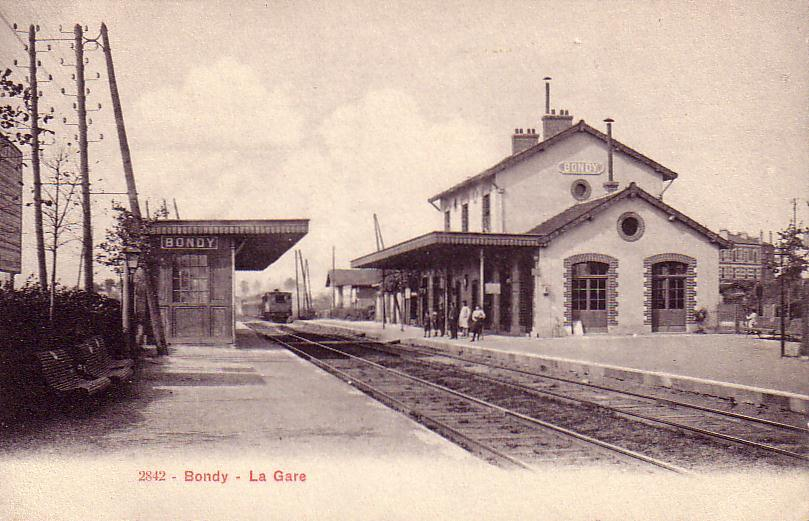
La gare de Bondy.
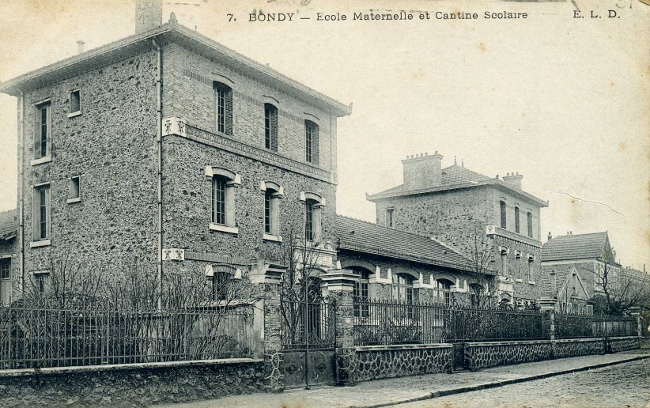
L'école maternelle du Mainguy.
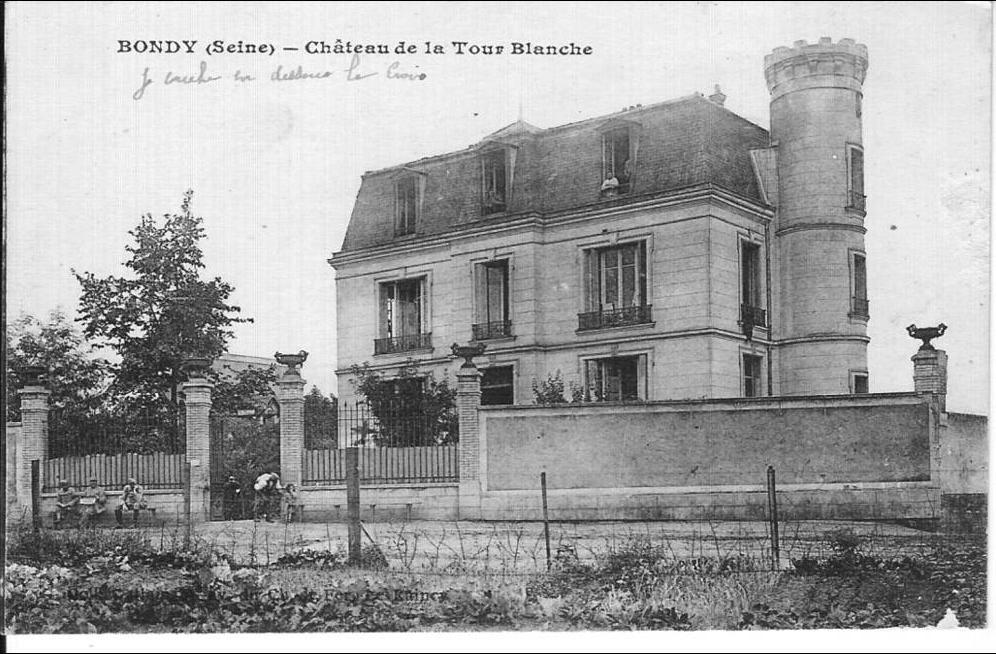
Le Château de la Tour blanche.
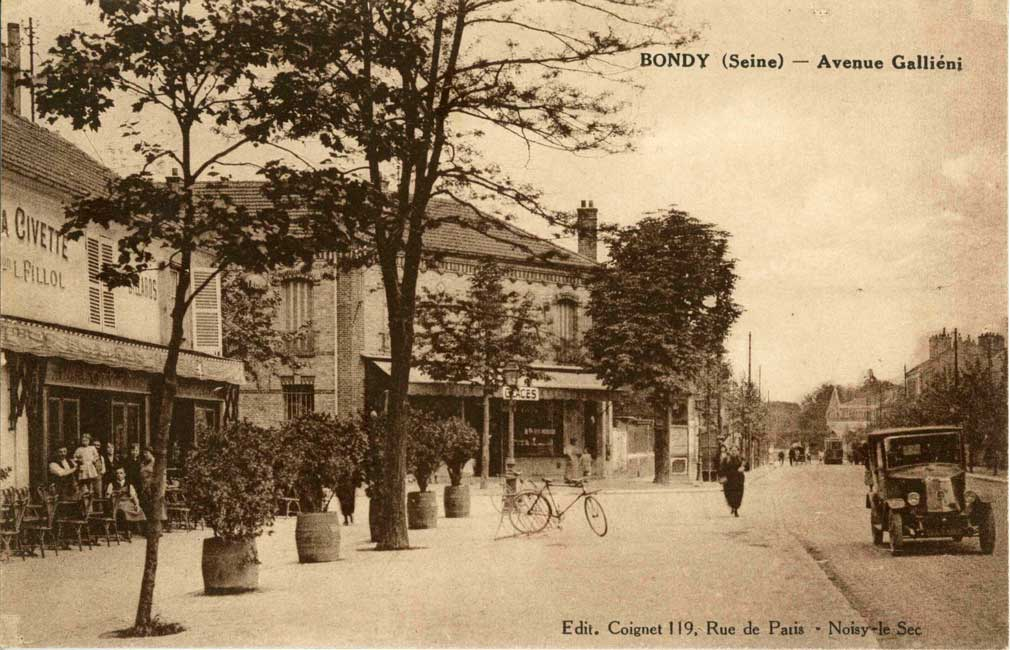
L'Avenue de Paris (Nationale 3).
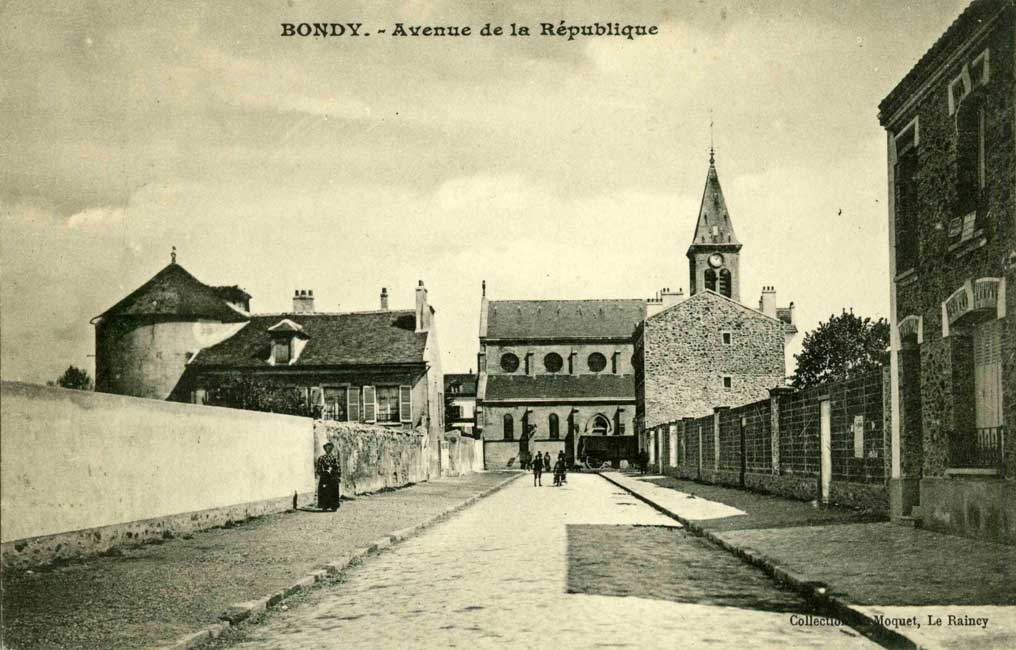
L'avenue de la République et l'église.
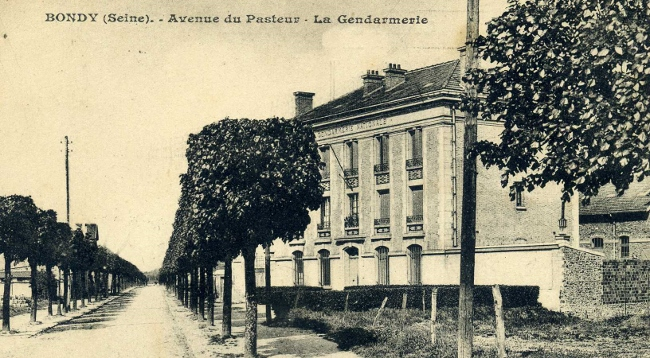
L'avenue Pasteur.
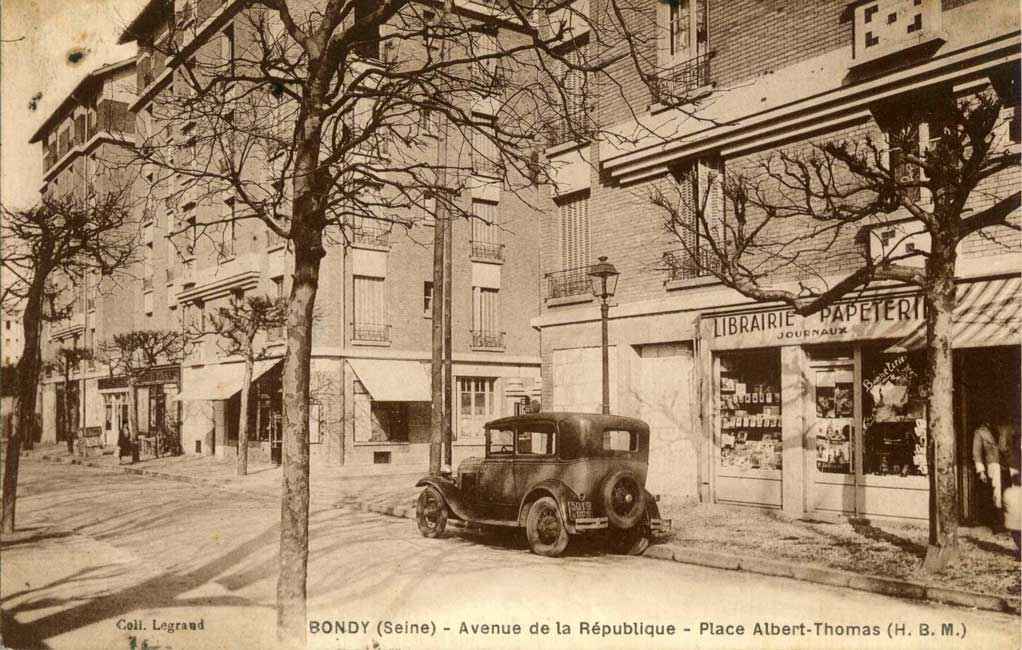
Les HBM de l'avenue de la République.
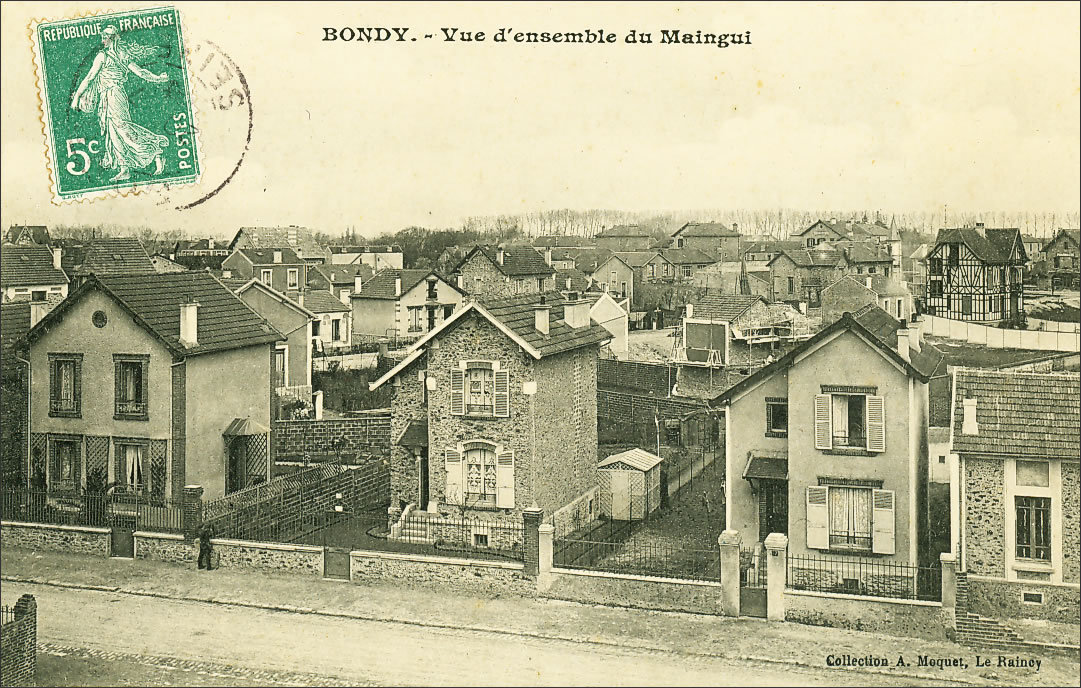
Quartier pavillonnaire du Mainguy.
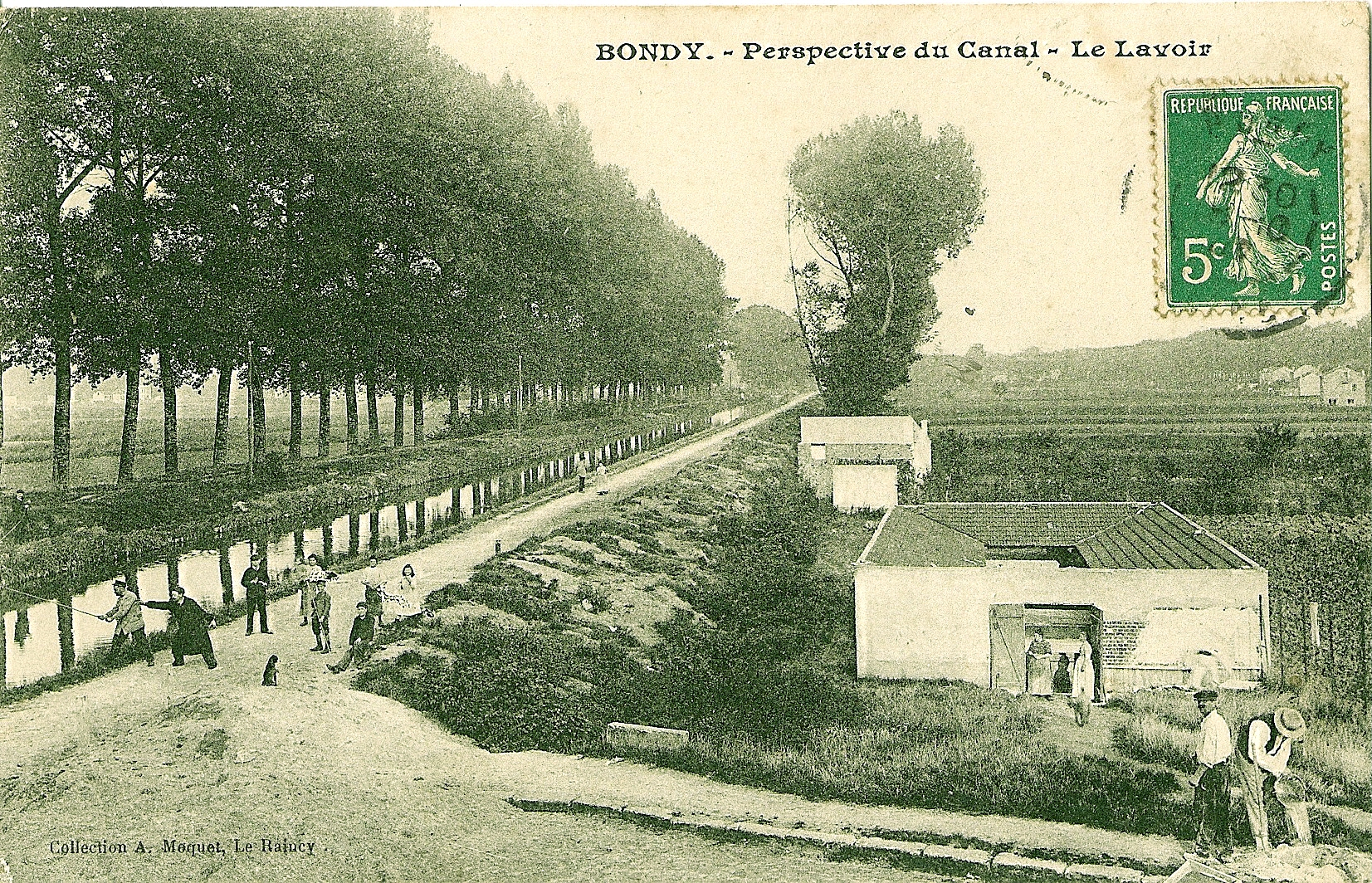
Le canal de l'Ourcq. Un lavoir avait été construit à proximité pour bénéficier de son eau.

En 2023, ces lieux existent encore, mais ils ont été rénovés par la mairie.
Longtemps restée peu urbanisée par rapport au Raincy ou aux Pavillons-sous-Bois par exemple, Bondy connaît de vastes aménagements dans la première moitié du XXe siècle. Les axes anciens sont densifiés, principalement par des logements individuels, mais aussi par des immeubles. Une cité d’Habitation à bon marché est ainsi construite avenue de la République en 1933 par l’Organisme d'habitations à loyer modéré de Bondy, créé en 1929. Organisée autour de deux places centrales, elle reprend exactement la typologie des cités HBM parisiennes.
Quelques petits immeubles privés sont érigés le long des grandes voies, mais les principales zones aménagées sont pavillonnaires, avec des maisons de qualité, construites en brique ou meulière. Ces lotissements pavillonnaires sont assez éloignés du centre-bourg, qui ne constitue pas un pôle d’attraction fort, mais en lien avec la gare, les activités liées au canal ou les communes limitrophes
Au début des années 1960, Bondy a vu sa population plus que doubler avec l'extension des cités et des HLM principalement dans les quartiers Nord. De nombreuses familles modestes sont venues s'installer, suivies plus tard par des familles immigrées d'Afrique du Nord et sub-saharienne.
Les équipements publics sont construits au sein de chaque quartier ou grand ensemble pour suivre cette explosion démographique, comme des groupes scolaires (Henri Sellier en 1956-1957, Pierre Curie en 1965-1973, Pierre Brossolette en 1956, Jean Renoir en 1956-1975, Jean Zay en 1950, puis 1978) ou des crèches (La Régale en 1957, Dolet en 1952, Lattre de Tassigny en 1957, Dunant en 1960, Renaud en 1963).
Un nouvel Hôtel de ville est érigé à partir de 1964 dans le centre-bourg, tandis que l’ancienne mairie est reconvertie en conservatoire de musique.
L’église du Christ Ressuscité est construite en 1965 au sein de la cité Léon Blum.
Une piscine Tournesol est également érigée en 1974-1976, à proximité de la gare.

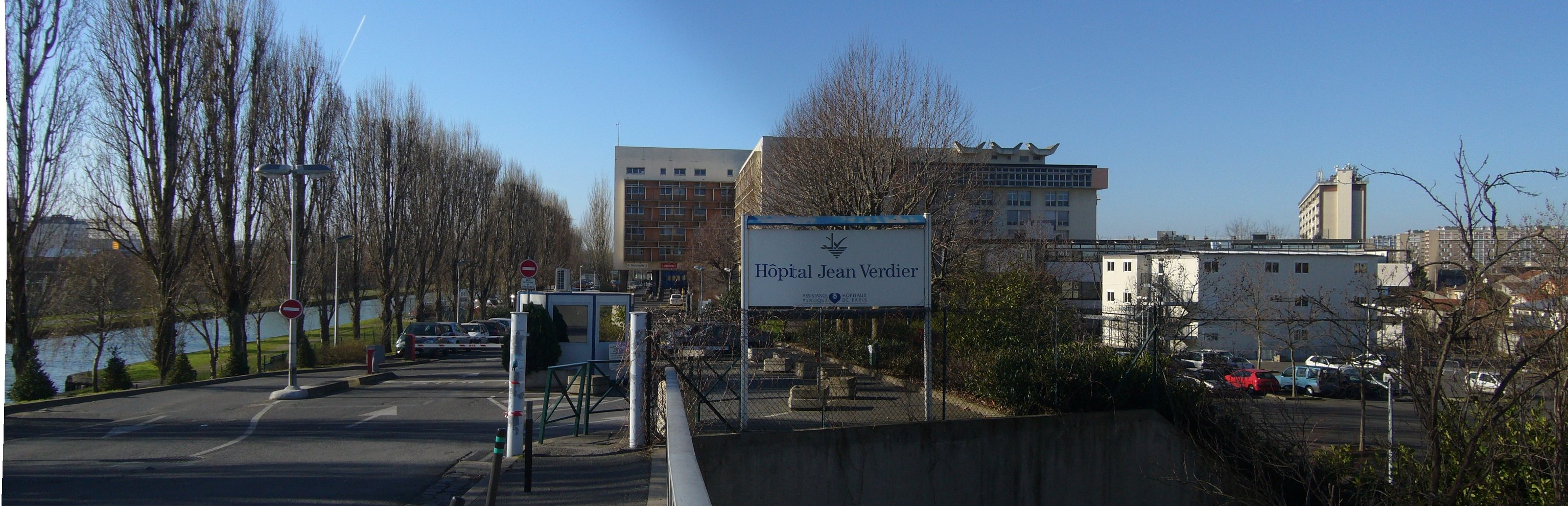
Entrée de l'hopital Jean Verdier, Bondy

Enfin, sur la rive droite du canal, l’hôpital Jean-Verdier commence à être construit à partir de 1975, sous l’égide de l’architecte Henri Colboc.
L’autoroute A3 est mise en chantier sur la limite ouest de la ville à partir de 1973. Construite en hauteur, sur des piles en béton, elle constitue une seconde rupture spatiale en plus des voies de chemin de fer.

#### XXIesiècle
Le 30 octobre 2007, l'explosion d'une conduite de gaz rue Roger-Salengro provoque la mort d'une personne et en blesse plus de 50 (dont dix dans un état très critique),.
En 2021 , la ville est violemment touchée par la pandémie de Covid-19.

## Politique et administration

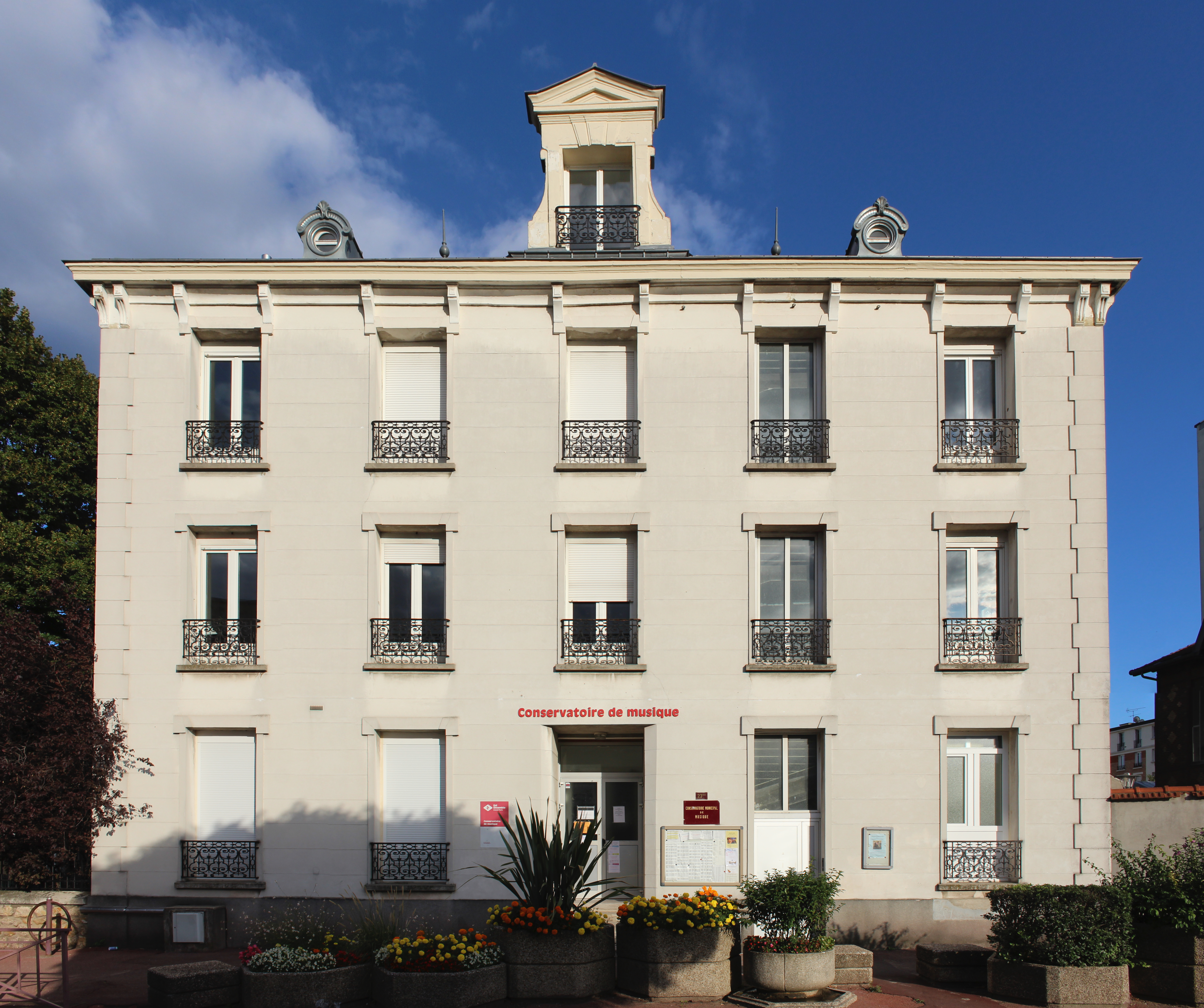
Ancienne mairie, aujourd'hui conservatoire de musique.

### Rattachements administratifs et électoraux

#### Rattachements administratifs
Jusqu’à la loi du 10 juillet 1964, la commune faisait partie du département de la Seine. Le redécoupage des anciens départements de la Seine et de Seine-et-Oise fait que la commune appartient désormais à la Seine-Saint-Denis à la suite d'un transfert administratif effectif le 1er janvier 1968.
De 1801 à 1893, la commune faosait partie du canton de  Pantin, année où elle intègre le canton de Noisy-le-Sec de la Seine. Lors de la mise en place de la Seine-Saint-Denis, elle devient en 1967 le chef-lieu d'un premier canton de Bondy, qui est scindé en 1976 et la ville divisée entre le canton de Bondy-Nord-Ouest et le canton de Bondy-Sud-Est, Dans le cadre du redécoupage cantonal de 2014 en France, cette circonscription administrative territoriale a disparu, et le canton n'est plus qu'une circonscription électorale.

#### Rattachements électoraux
Pour les élections départementales, la commune est depuis 2014 le bureau centralisateur du nouveau canton de Bondy
Pour les élections législatives, la ville est répartie entre deux circonscriptions. Ainsi, le territoire de l'ancien canton Nord-Ouest fait partie de la neuvième circonscription  tandis que le territoire de l'ancien canton Sud-Est se trouve dans la dixième circonscription de la Seine-Saint-Denis.
Les deux anciens cantons (et donc les deux circonscriptions) sont limités par l'axe suivant : avenue du Général-Gallieni (jusqu'à la rue A.-Polissard), rue A.-Polissard, place de la Division-Leclerc, rue Jules-Guesde (jusqu'à l'avenue Carnot), avenue Carnot, place de la Gare (jusqu'à la voie ferrée), voie ferrée (jusqu'à' l'avenue de Nancy), avenue de Nancy, avenue de l'Est (jusqu'à la rue Étienne-Dolet), rue Étienne-Dolet jusqu'à la limite communale avec Rosny-sous-Bois.

### Intercommunalité
À la suite des élections municipales de 2008, les villes de Bagnolet, Bobigny, Bondy, Les Lilas, Montreuil, Noisy-le-Sec, Le Pré-Saint-Gervais, Pantin et Romainville ont entamé des réflexions en vue de la création d'une communauté d'agglomération. Celle-ci, dénommée communauté d'agglomération Est Ensemble a été créée au 1er janvier 2010
Dans le cadre de la mise en œuvre de la volonté gouvernementale de favoriser le développement du centre de l'agglomération parisienne comme pôle mondial est créée, le 1er janvier 2016, la métropole du Grand Paris (MGP), à laquelle la commune a été intégrée.
La loi portant nouvelle organisation territoriale de la République du 7 août 2015 (Loi NOTRe) prévoit également la création le 1er janvier 2016 d'établissements publics territoriaux (EPT), qui regroupent l'ensemble des communes de la métropole à l'exception de Paris, et assurent des fonctions de proximité en matière de politique de la ville, d'équipements culturels, socioculturels, socio-éducatifs et sportifs, d'eau et assainissement, de gestion des déchets ménagers et d'action sociale, et exerçant également les compétences que les communes avaient transférées aux intercommunalités supprimées
La commune fait donc partie depuis le 1er janvier 2016 de l'établissement public territorial Est Ensemble, créé par un décret du 11 décembre 2016 et qui regroupe l'ensemble des communes qui faisaient partie de l'ancienne communauté d'agglomération..

### Élections municipales et communautaires
La ville de Bondy est résolument ancrée à gauche. Cependant, lors des élections municipales de 2020, avec la victoire du conseiller départemental Stephen Hervé, le PS perd la mairie. Ce basculement est confirmé lors d'une élection partielle en janvier 2022.
Toutefois, à la différence d'un grand nombre de villes de la Seine-Saint-Denis qui ont fait partie de la Ceinture Rouge de Paris, Bondy n'a connu qu'une courte période où elle fut dirigée par un maire PCF, en l'occurrence Henry Varagnat entre 1935 et 1939 (son mandat fut interrompu par la révocation de l'ensemble des élus communistes au moment du déclenchement de la Seconde Guerre mondiale).

#### Élections les plus récentes
Lors des élections municipales de 2008, Gilbert Roger qui conduisait une liste d'union de la gauche a été réélu dès le premier tour avec 56,37 % des voix contre moins de 25 % pour la liste union de la droite.
Lors du second tour des élections municipales de 2014 dans la Seine-Saint-Denis, la liste PS-PCF-EELV menée par la maire sortante Sylvine Thomassin — qui a succédé à Gilbert Roger en 2011 à la suite de l'élection de celui-ci comme Sénateur de la Seine-Saint-Denis — obtient la majorité des suffrages exprimés, avec 5 546 voix (47,38 %, 34 conseillers municipaux élus dont 9 communautaires), devançant de 644 voix celle UMP-UDI-MoDem menée par Stéphen Hervé (4 902 voix, 41,88 %, 9 conseillers municipaux élus, dont 2 communautaires) . 
La troisième liste, DVG, menée par Hakim Kadri, a recueilli  1 255 voix (10,72 %, 2 conseillers municipaux élus), lors d'un scrutin où 52,07 % des électeurs se sont abstenus.
Au second tour des élections municipales de 2020 dans la Seine-Saint-Denis, la liste LR - UDI - MoDem - MRSL - PCD - SL menée par le conseiller départemental Stéphen Hervé — qui bénéficiait de la fusion de la liste DVC - LREM - PRG du 1er tour menée par Laurent Cotte — obtient la majorité absolue des suffrages exprimés, avec 4 464 voix (50,36 %, 34 conseillers municipaux élus dont 1 métropolitain), devançant de  64 voix celle PS - PCF - EÉLV - G·s menée par la maire sortante Sylvine Thomassin, qui a recueilli 4 400 voix (49,63 %, 11 conseillers municipaux élus).
Lors de ce scrutin marqué par la pandémie de Covid-19 en France, 63,71 % des électeurs se sont abstenus.
Sylvine Thomassin a contesté ces résultats, arguant que « nous avons fait face à des méthodes jamais vues ici, on nous a clairement volé cette élection : presque 500 habitants m'ont déjà écrit pour me faire part de leur dégoût » et imputant également sa défaite à l’attitude de son prédécesseur, le sénateur Gilbert Roger, qui a soutenu au premier tour la liste (PS diss-Divers Gauche) menée par Laurent Cotte, qui a obtenu 12,95 % au premier tour et s'est rallié à Stephen Hervé au second,, le tribunal administratif de Montreuil a annulé ces élections, jugeant irréguliers 19 votes pour lesquels les émargements au premier et au second tour ne correspondaient pas, et prenant en compte la diffusion tardive d'un tract, ce qui, compte tenu du faible écart de voix entre les deux listes, a porté atteinte à la sincérité du scrutin. Stephen Hervé ayant fait appel est resté maire de Bondy jusqu'en novembre 2021, date où le Conseil d'État a rejeté son recours,.
Au second tour des élections municipales partielles qui ont donc suivi, qui a eu lieu le 30 janvier 2022, la liste LR - UDI - MoDem - SL menée par le maire invalidé Stéphen Hervé obtient la majorité absolue des suffrages exprimés avec 6 111 voix (37 conseillers municipaux élus dont 1 métropolitain), devançant très largement celle PS - PCF - EÉLV - G·s - PRG menée par la maire battue Sylvine Thomassin, qui a obtenu 3 843 voix, 38,61 %, 8 conseillers municipaux).
Lors de ce scrutin, 59,15 % des électeurs se sont abstenus.  	

#### Liste des maires
Depuis 1945, cinq maires se sont succédé à la tête de la commune : Maurice Coutrot, Claude Fuzier, Gilbert Roger, Sylvine Thomassin et Stephen Hervé.
| Période       | Période                    | Identité                                      | Étiquette    | Qualité |
| ------------- | -------------------------- | --------------------------------------------- | ------------ | --- |
| 1790          | 1791                       | François Martin                               |              | |
| 1791          | 1793                       | Toussaint Bureau                              |              | |
| 1793          | 1794                       | Joseph Dalleux                                |              | |
| 1794          | 1800                       | Landon                                        |              | |
| 1800          | 1809                       | J.L. Roussel                                  |              | |
| 1809          | 1815                       | Pierre Augustin Fremin                        |              | |
| 1815          | 1823                       | Gassot                                        |              | |
| 1823          | 1830                       | Hyacinthe Gatine                              |              | |
| 1830          | 1860                       | Ambroise Gatine                               |              | |
| 1860          | 1873                       | Augustin Claude Étienne Polissard             |              | |
| 1873          | 1876                       | Pierre Henri Guillyn                          |              | |
| 1876          | 1892                       | Marie-Philéas Collardeau-Duheaume (1838-1916) |              | Clerc de notaire, propriétaire |
| 1892          | 1896                       | Auguste Arbey                                 |              | |
| 1896          | 1908                       | Marie-Philéas Collardeau-Duheaume (1838-1916) | Rad.         | Clerc de notaire, propriétaire Conseiller général de Noisy-le-Sec (1893 → 1916) |
| 1908          | décembre 1919              | Edmond Alphonse Fauquet                       |              | |
| décembre 1919 | mai 1935                   | Isidore Pontchy                               | SFIO         | Professeur de dessin et représentant de commerce Conseiller général de la 2e circonscription de Noisy-le-Sec (1919 → 1935) |
| mai 1935      | octobre 1939               | Henri Varagnat,                               | PCF          | Tourneur sur métaux Révoqué par le décret du 26 septembre 1939 |
| octobre 1939  | juillet 1940               | Émile Masson                                  |              | Nommé président de la délégation spéciale par le Gouvernement Daladier |
| juillet 1940  | 1944                       | Louis Aimé Hanauer                            |              | Nommé président de la délégation spéciale puis maire par le gouvernement de Vichy |
| novembre 1944 | mai 1945                   | Georges Kieffer                               | PCF          | Résistant Président de la délégation spéciale après la libération de la commune |
| mai 1945      | mars 1977                  | Maurice Coutrot                               | SFIO puis PS | Employé de commerce Sénateur de la Seine (1958 → 1977) Conseiller général de Bondy (1945 → 1976) |
| mars 1977     | juin 1995                  | Claude Fuzier                                 | PS           | Ancien cadre administratif aux NMPP et journaliste Sénateur de la Seine-Saint-Denis (1977 → 1986 et 1991 → 1995) Député de Seine-Saint-Denis (1988 → 1991)                                                                        |
| juin 1995     | octobre 2011,              | Gilbert Roger                                 | PS           | Maître-nageur sauveteur Sénateur de la Seine-Saint-Denis (2011 → ) Conseiller général de Bondy-Sud-Est (1988 → 2015) 1er vice-président du conseil général (2004 → 2011) Démissionnaire à la suite de son élection comme sénateur |
| octobre 2011  | juillet 2020               | Sylvine Thomassin                             | PS           | Sage-femme Conseillère générale de Bondy-Nord-Ouest (2001 → 2015) Vice-présidente d'Est Ensemble (2010 → 2014) |
| juillet 2020  | En cours (au 12 mars 2025) | Stephen Hervé                                 | LR           | Docteur en science, directeur technique d'un groupe cimentier Conseiller départemental de Bondy (2015 → 2021) Conseiller régional d'Île-de-France (2021 → ) Réélu en février 2022 après des élections municipales partielles      |

### Autres élections
Au niveau national, la ville de Bondy confirme son ancrage à gauche.
Ainsi lors du premier tour de l'élection française de 2012, les quatre premiers candidats retenus par les électeurs de Bondy sont François Hollande (44,21 % des suffrages exprimés), Jean-Luc Mélenchon (15,22 %), Nicolas Sarkozy et Marine Le Pen (13,00 %). 
Au second tour, le candidat élu François Hollande recueille 12 267 voix (68,03 %) et Marine Le Pen 5 764 voix (31,97 %) lors d'un scrutin où 23,18 % des électeurs se sont abstenus).
Lors du premier tour de l'élection française de 2017, les quatre premiers candidats retenus par les électeurs de Bondy sont Jean-Luc Mélenchon (34,49 % des suffrages exprimés), Emmanuel Macron (23,65 %), Marine Le Pen (13,80 %) et François Fillon (10,63 %). 
Au second tour, le candidat élu Emmanuel Macron recueille 12 140 voix (78,90 %) et Marine Le Pen 3 247 voix (21,10 %), lors d'un scrutin où 30,80 % des électeurs se sont abstenus.
Lors du premier tour de l'élection française de 2022, les quatre premiers candidats retenus par les électeurs de Bondy sont Jean-Luc Mélenchon (53,55 % des suffrages exprimés), Emmanuel Macron (18,97 %), Marine Le Pen (11,68 %) et Éric Zemmour (4,06 %). 
Au second tour, le candidat élu Emmanuel Macron recueille 10 144 voix (73,39 %) et Marine Le Pen 3 678 voix (26,61 %), lors d'un scrutin où 39,78 % des électeurs se sont abstenus.

### Distinctions et labels
Bondy a obtenu en 2004 sa seconde fleur par le Conseil national des Villes et villages fleuris de France.

### Jumelages
La ville de Bondy est jumelée avec :
- Furci (Italie) ;
- Alcácer do Sal (Portugal) ;
- Tambacounda (Sénégal) ;
- Berkane (Maroc) ;
- Nedroma (Algérie) ;
- Nkolafamba (Cameroun) ;
- Cartago (Valle del Cauca) (Colombie).

## Équipements et services publics

### Enseignement

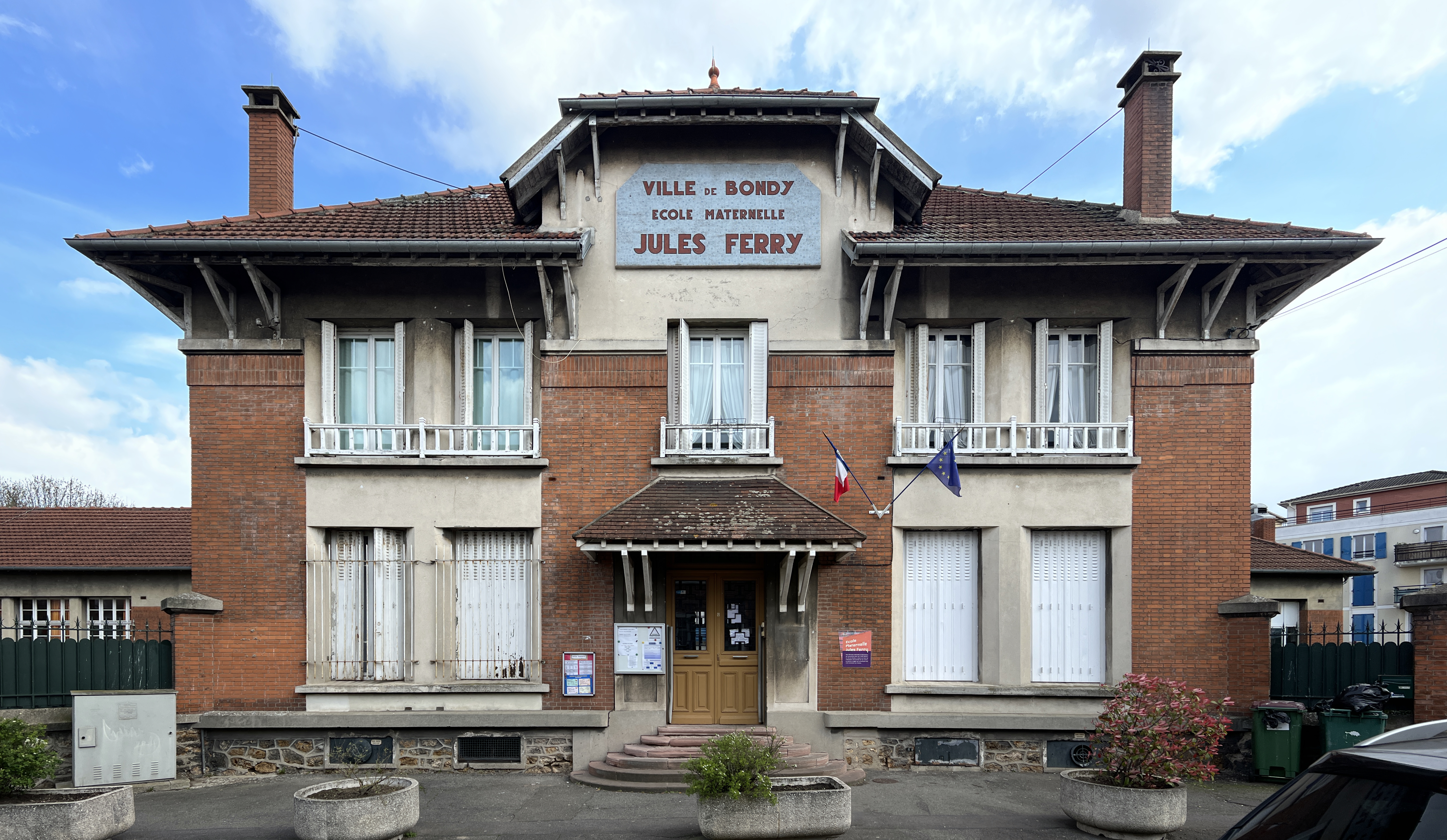
École maternelle Jules Ferry.

Les listes d'établissements scolaires du 1er et du 2d degrés sont disponibles sur les sites des inspections académiques des départements. La ville comprend le collège et le lycée général et technologique Jean-Renoir, le groupe scolaire de l'Assomption qui comprend des classes de primaire, de collège ainsi que de lycée technologique et professionnel, le lycée polyvalent Madeleine-Vionnet qui comprend des filières professionnelles et BTS et le lycée professionnel Léo-Lagrange.
Depuis 2009, une université populaire (l'université Averroès) a été mise en place. Des cours sont organisés durant l'année par différents professeurs universitaires et sont accessibles gratuitement.

### Équipements culturels
Bondy possède une chorale reconnue : Les petits écoliers chantants de Bondy. Créée en 1945 par Roger Tribouilloy, alors instituteur au groupe scolaire du Mainguy, elle est composée de soixante filles et garçons de 9 à 16 ans qui se produisent depuis des années dans toute la France, et participe parfois à des enregistrements avec des professionnels de la chanson. Bondy possède également une association sportive, l'Association sportive de Bondy (ASB) qui regroupe plusieurs disciplines : natation, football, handball, escrime, basketball, tir à l'arc, etc. La ville étant par ailleurs plutôt bien classée dans plusieurs de ces sports au niveau départemental, régional mais aussi national et international avec l'escrime et ses deux sœurs vice-championnes du monde en 2006 et 2010, Joséphine Jacques André Coquin et Lauren Rembi.
Depuis septembre 2007, la Maîtrise de Radio France a ouvert un premier site hors de Paris, à l'école Olympe-de-Gouges. Le très haut niveau musical de cet ensemble musical permet aux jeunes enfants de pouvoir acquérir une formation musicale complète.
La ville possède également une colonie de vacances dans le Berry à Saint-Benoît-du-Sault dans l'Indre.

Services publics
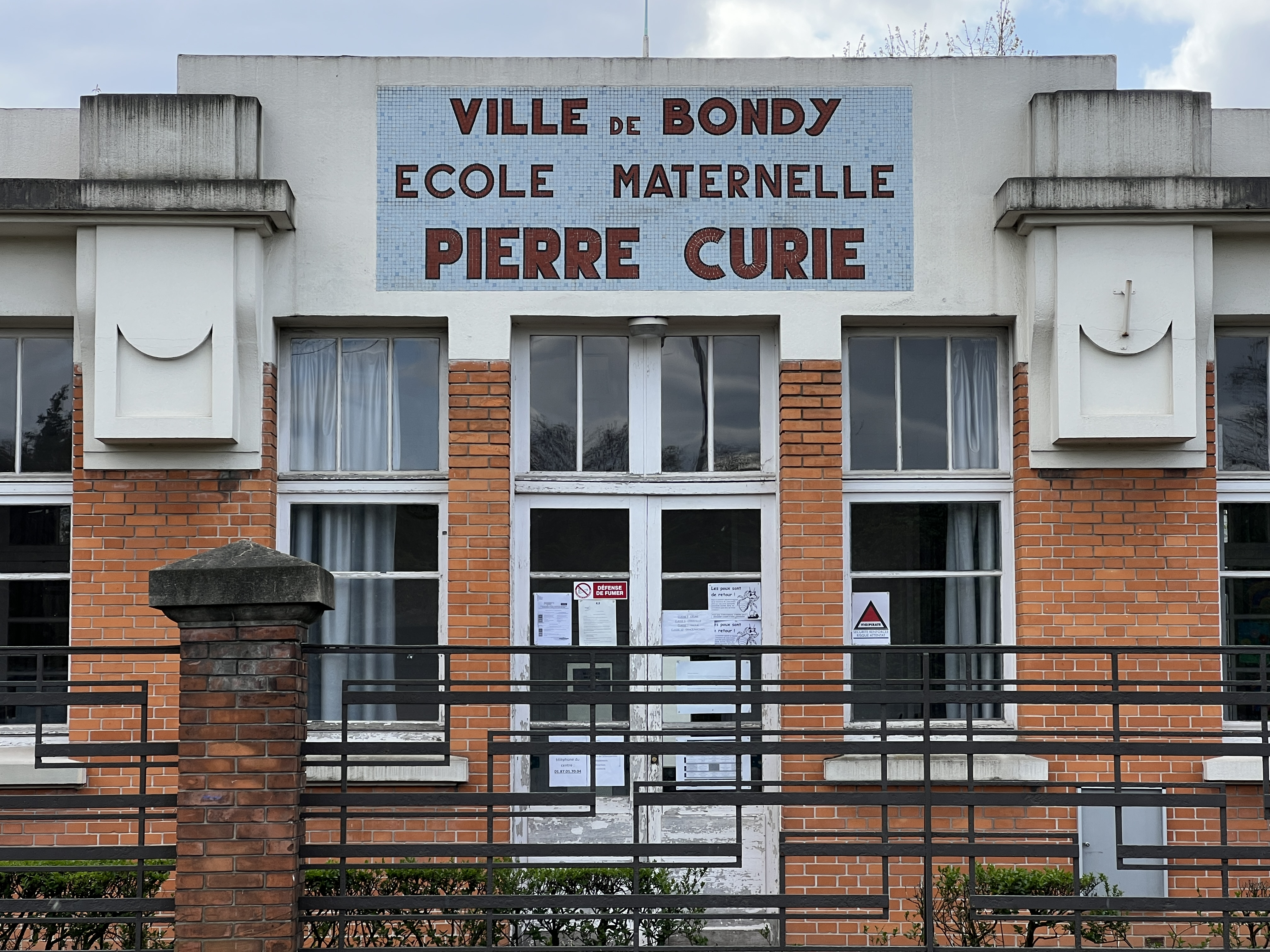
École maternelle Pierre-Curie.
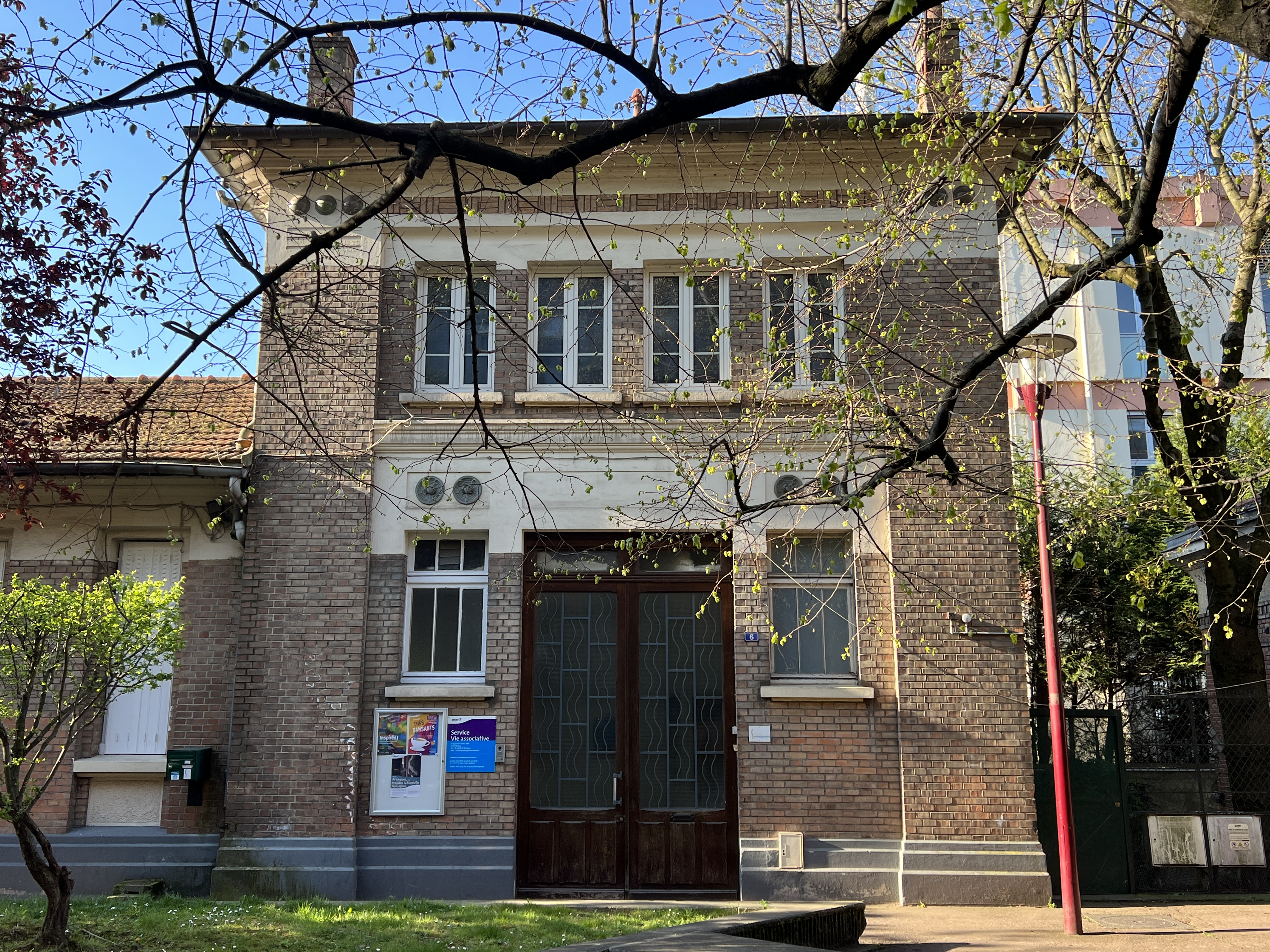
Le service de la vie associative.
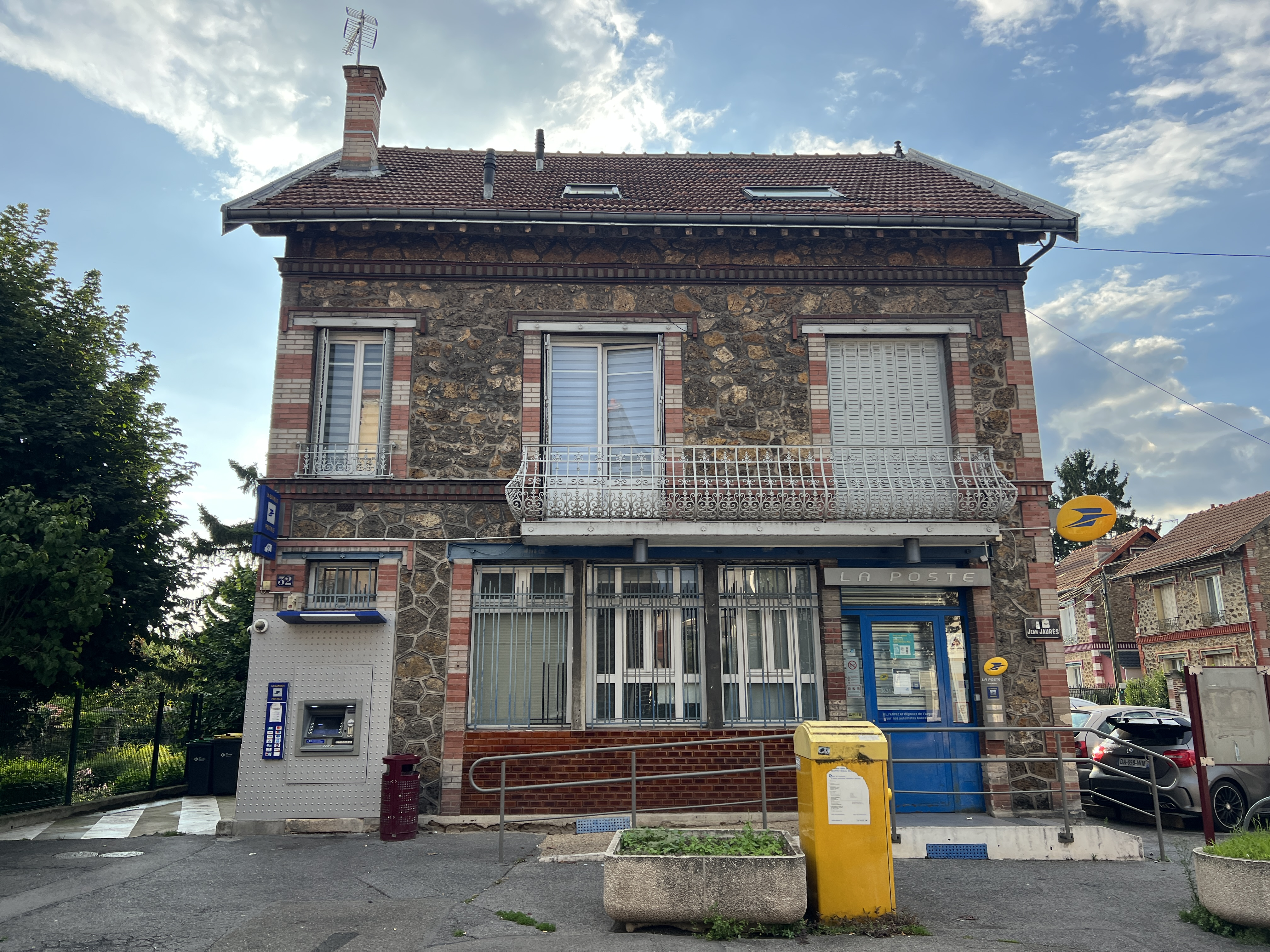
La Poste du Mainguy.
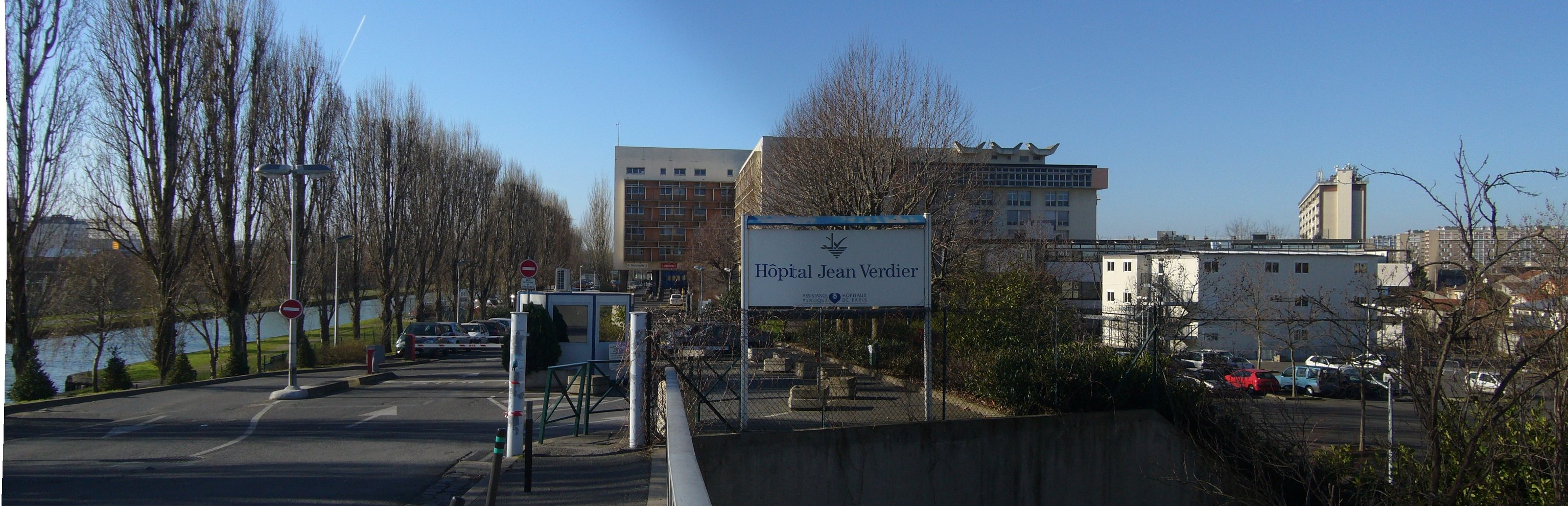
L'Hôpital Jean-Verdier

## Population et société

### Démographie
L'évolution du nombre d'habitants est connue à travers les recensements de la population effectués dans la commune depuis 1793. Pour les communes de plus de 10 000 habitants les recensements ont lieu chaque année à la suite d'une enquête par sondage auprès d'un échantillon d'adresses représentant 8 % de leurs logements, contrairement aux autres communes qui ont un recensement réel tous les cinq ans,.

En 2022, la commune comptait 51 066 habitants, en évolution de −4 % par rapport à 2016 (Seine-Saint-Denis : +4,67 %, France hors Mayotte : +2,11 %).
| 1793 | 1800 | 1806 | 1821 | 1831 | 1836 | 1841 | 1846 | 1851 |
| ---- | ---- | ---- | ---- | ---- | ---- | ---- | ---- | ---- |
| 650  | 618  | 653  | 605  | 650  | 673  | 719  | 782  | 815  |

| 1856  | 1861  | 1866  | 1872  | 1876  | 1881  | 1886  | 1891  | 1896  |
| ----- | ----- | ----- | ----- | ----- | ----- | ----- | ----- | ----- |
| 1 189 | 1 458 | 1 623 | 1 677 | 2 018 | 2 280 | 3 004 | 3 638 | 4 457 |

| 1901  | 1906  | 1911  | 1921   | 1926   | 1931   | 1936   | 1946   | 1954   |
| ----- | ----- | ----- | ------ | ------ | ------ | ------ | ------ | ------ |
| 6 353 | 5 195 | 7 496 | 10 104 | 15 282 | 19 452 | 20 539 | 19 487 | 22 411 |

| 1962   | 1968   | 1975   | 1982   | 1990   | 1999   | 2006   | 2011   | 2016   |
| ------ | ------ | ------ | ------ | ------ | ------ | ------ | ------ | ------ |
| 38 039 | 51 652 | 48 333 | 44 301 | 46 676 | 46 826 | 53 311 | 53 051 | 53 193 |

| 2021   | 2022   | - | - | - | - | - | - | - |
| ------ | ------ | - | - | - | - | - | - | - |
| 52 905 | 51 066 | - | - | - | - | - | - | - |

### Santé
La ville possède un important centre hospitalier universitaire, l'hôpital Jean-Verdier. Celui-ci possède six pôles d'excellence : femmes et enfants (maternité, unité d’hospitalisation pour les grossesses à haut risque, service de néonatologie, centre d’assistance médicale à la procréation, CECOS, préservation de la fertilité, onco-fertilité, pédiatrie et gynécologie-obstétrique), activités cancérologiques spécialisées, activités interventionnelles, ambulatoires et nutritionnelles (spécialité en obésité), médecine spécialisée et vieillissement, accueil urgences, biologie et produits de santé. L'hôpital comprend 1 087 lits pour un effectif de près de 5 000 personnels dont 3 781 professionnels soignants médicaux et paramédicaux. À cet hôpital s'ajoute le centre de soins de suite Ambroise-Paré d'une capacité de 90 adultes, chargé de favoriser la réadaptation de patients sortant d'une hospitalisation. En outre, deux centres médico-psychologiques sont implantés dans la ville, en plus d'un établissement public de santé spécialisé en santé mentale.
La ville entretient un centre municipal de santé qui fournit des soins médicaux, dentaires et paramédicaux. Elle comprend aussi un service infirmer de maintien à domicile qui s'occupe des personnes dépendantes et à mobilité limitée (personnes âgées ou handicapées), un centre local d'information et de coordination qui fournit des conseils en matière médicale, un service communal d'hygiène et de santé chargé de faire appliquer et respecter la réglementation en matière d’hygiène et de santé publique, un service prévention santé et un atelier santé ville.

### Sports et loisirs
L'association sportive de Bondy est un club omnisports créée en 1978. Elle gère la plupart des activités sportives pratiquées à Bondy, regroupant une vingtaine d'équipes pour un peu moins de trois mille pratiquants. La section de handball a évolué plusieurs saisons en première division du championnat de France féminin dans les années 1990 et 2000. La section de basket-ball masculin a été champion de Nationale 1 en 1998 avant de passer une saison en Pro B (deuxième division nationale) en 1999-2000, entraîné par Savo Vučević.
La ville comprend deux stades principaux de football, le stade Léo-Lagrange et le stade Robert-Gazi, un complexe de tennis ainsi que deux piscines, la piscine Michel-Beaufort et la piscine Tournesol. Cinq gymnases sont aussi disponibles (Gérard-Aiache, Léo-Lagrange, Pierre-Curie, Roger-Salengro ainsi qu'un palais des sports).

### Médias
La ville de Bondy est liée au Bondy Blog, un site internet mis en place au moment des émeutes de 2005 dans les banlieues françaises. Créé par des journalistes suisses, il a pour objectif de mettre en avant les conditions de vie dans les zones urbaines sensibles, notamment au sein de la Seine-Saint-Denis. Il a été repris par des personnes locales et a eu plusieurs partenariats avec divers médias français. Actuellement, il est lié à la chaîne LCP et est hébergé par Libération. En outre, le Bondy Blog s'est associé en 2009 avec l'école supérieure de journalisme de Lille pour fonder une classe préparatoire égalité des chances aux écoles de journalisme, pour permettre aux étudiants issus de familles aux revenus modestes d'intégrer ces établissements.

### Cultes

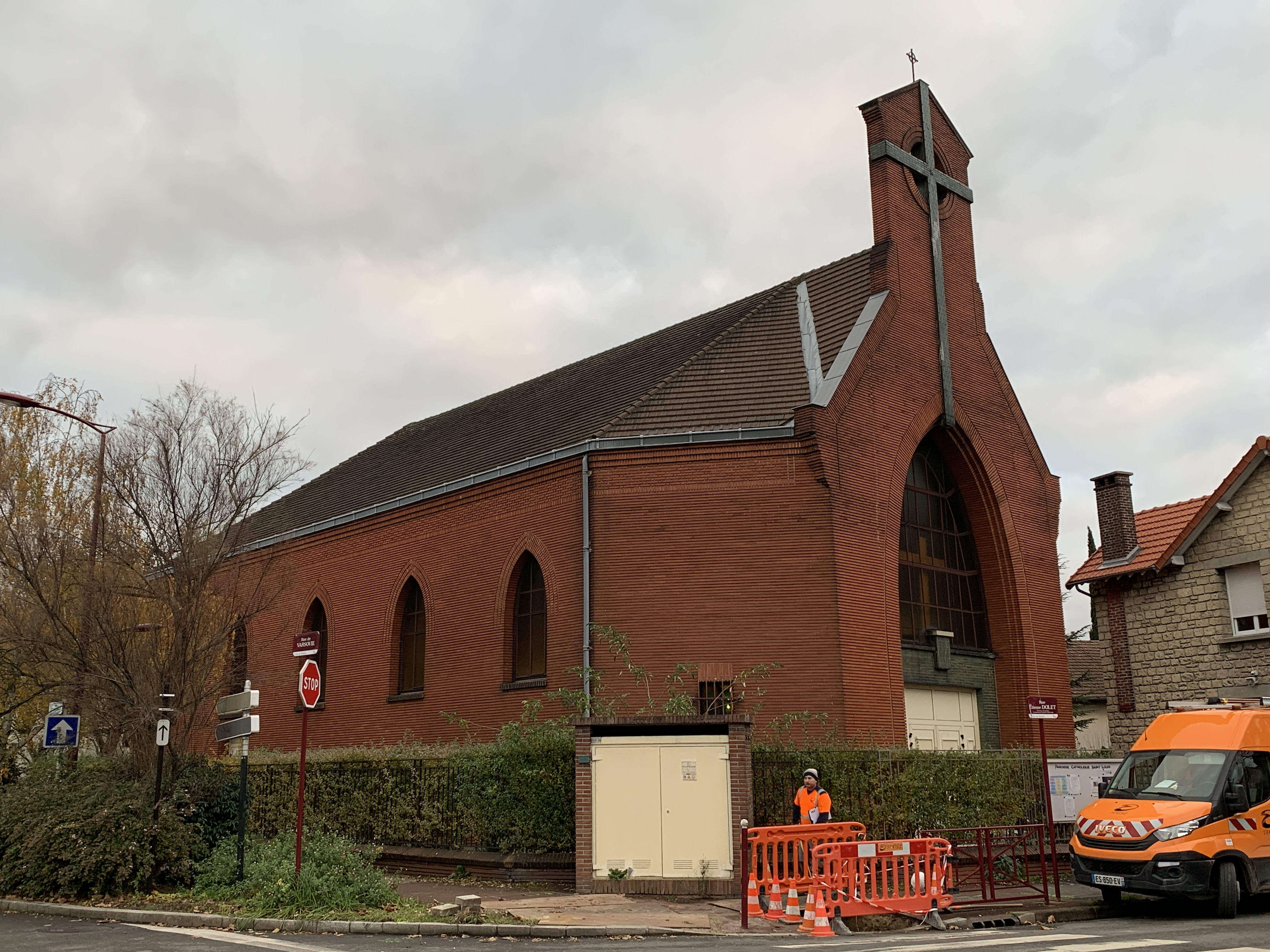
Église Saint-Louis.

Les Bondynois disposent de lieux de culte catholique, orthodoxe, israélite, musulman et protestant :
- Église Saint-Pierre[73], catholique ;
- Église Saint-Louis[74], catholique ;
- Église du Christ-Ressuscité[75], catholique ;
- Église de la Bienheureuse-Parascève, orthodoxe serbe.
- Cimetière communal de Bondy
- Cimetière intercommunal de Bondy

En 2005, Bondy a été le lieu d'ouverture de la première grande mosquée de Seine-Saint-Denis, entièrement financée par des dons de fidèles. En outre, un centre culturel musulman, le centre culturel Averroès, est aussi présent dans la ville.

## Économie
La ville possède un important centre hospitalier universitaire, l'hôpital Jean-Verdier.
Sur la route nationale 3 qui traverse Bondy, de nombreux magasins de meubles, électroménager, bricolage etc. sont implantés.
C'est là que Darty ouvre le 11 juin 1968 la première grande surface française spécialisée dans l'électroménager.
La ville entreprend depuis 2006 de nombreux projets de rénovation urbaine dans le cadre l'ANRU. De plus, des projets de construction de nouvelles résidences ont vu le jour notamment en centre-ville avec de nombreux commerces de proximité. Le centre-ville dit «Cœur de Ville» fait l'objet en 2007/2008 d'importants travaux de réaménagement. En 2007, les prix immobiliers ont continué de grimper, Bondy est l'une des villes qui a le plus augmenté en petite couronne parisienne (+ 10,6 %) selon les notaires de France.

### Revenus de la population et fiscalité
En 2010, le revenu fiscal médian par ménage était de 25 540 € ce qui plaçait Bondy au 22 169e rang parmi les 31 525 communes de plus de 39 ménages en métropole.

## Culture locale et patrimoine

### Lieux et monuments
Il y a beaucoup de monument et infrastructure culturelle a bondy comme l'église Saint-Pierre, la Stèle du square du 19 mars 1962 ou le monument aux morts du cimetière .

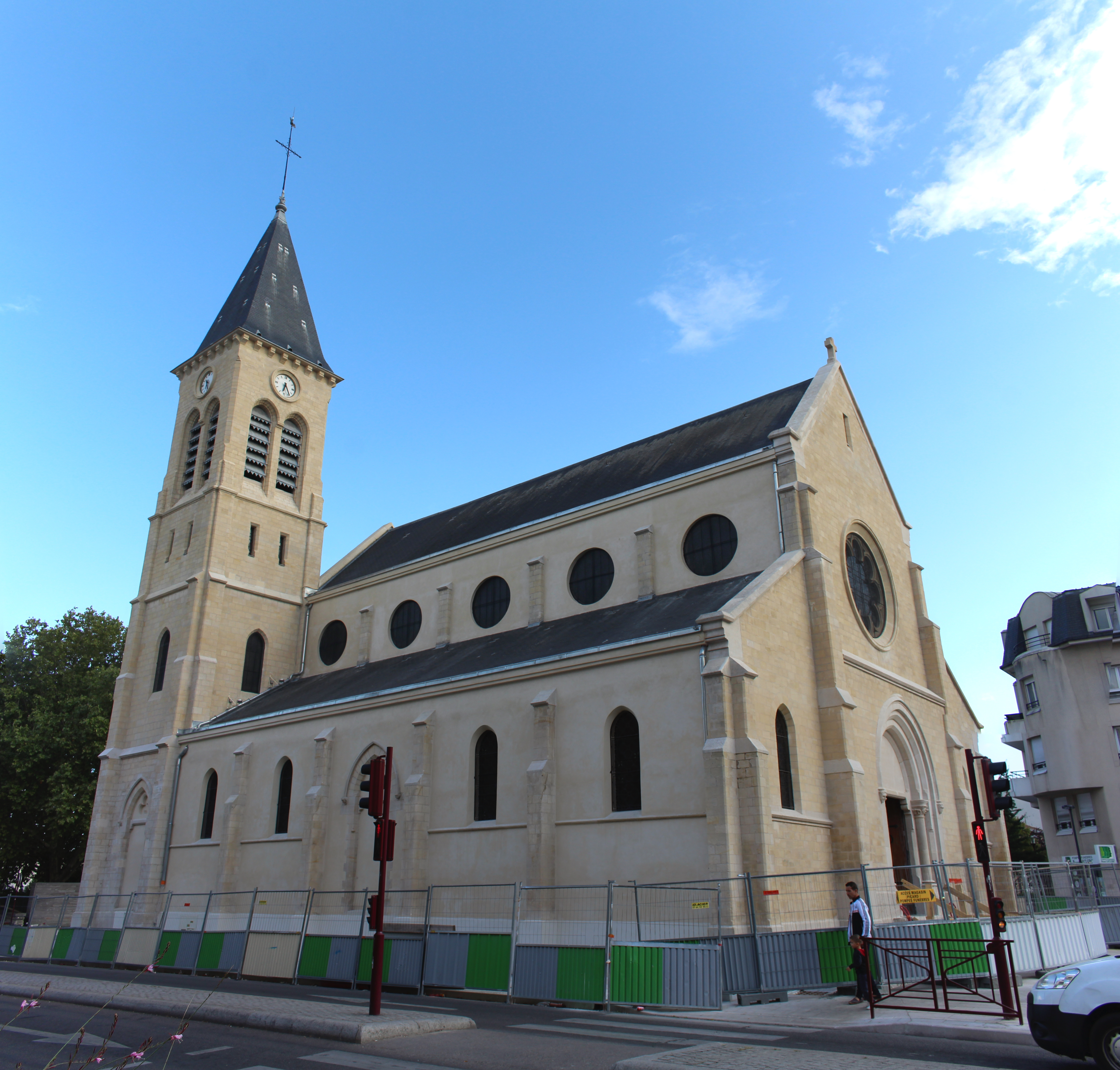
L'église Saint-Pierre(travaux   aujourd'hui fini).
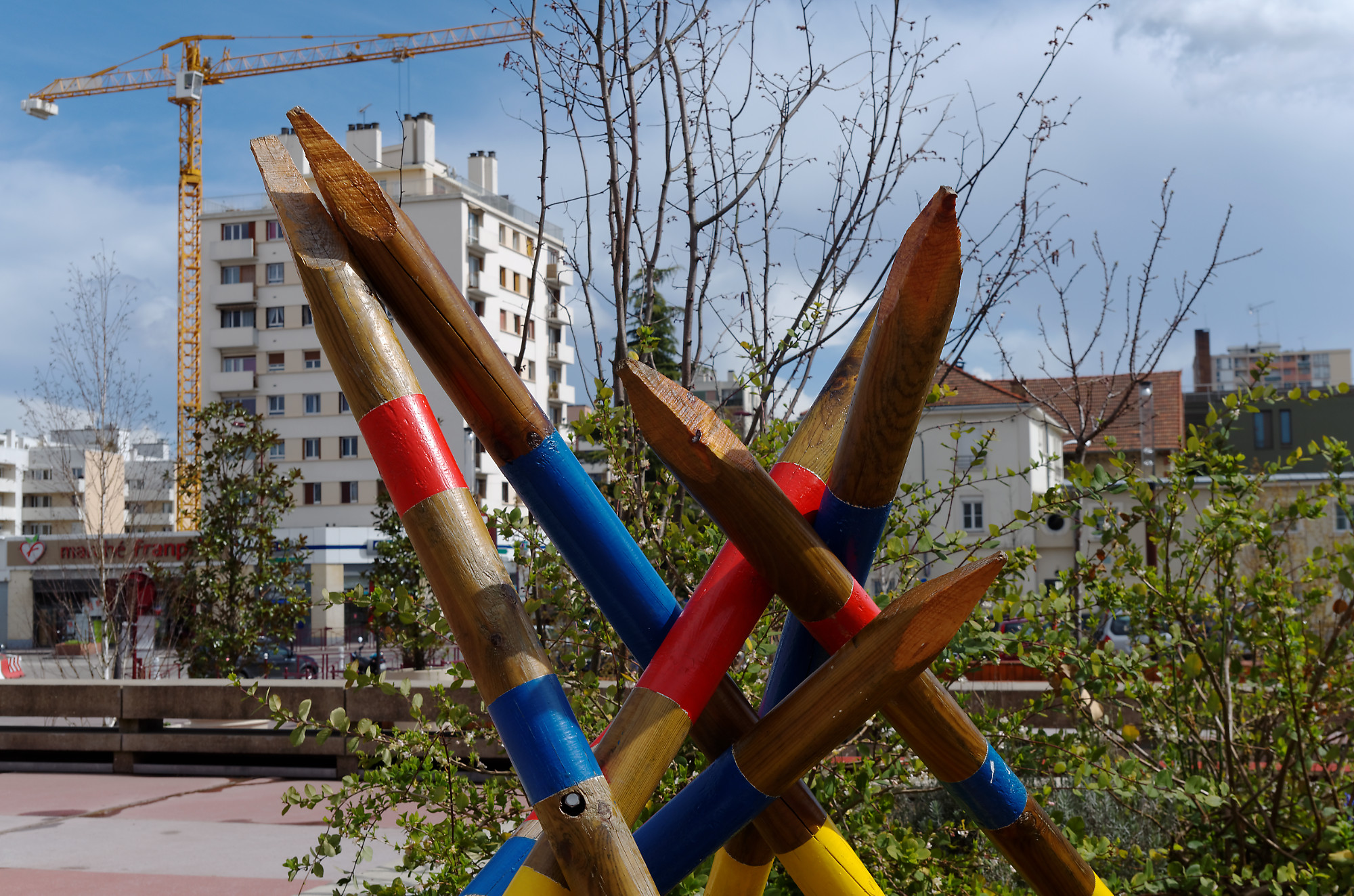
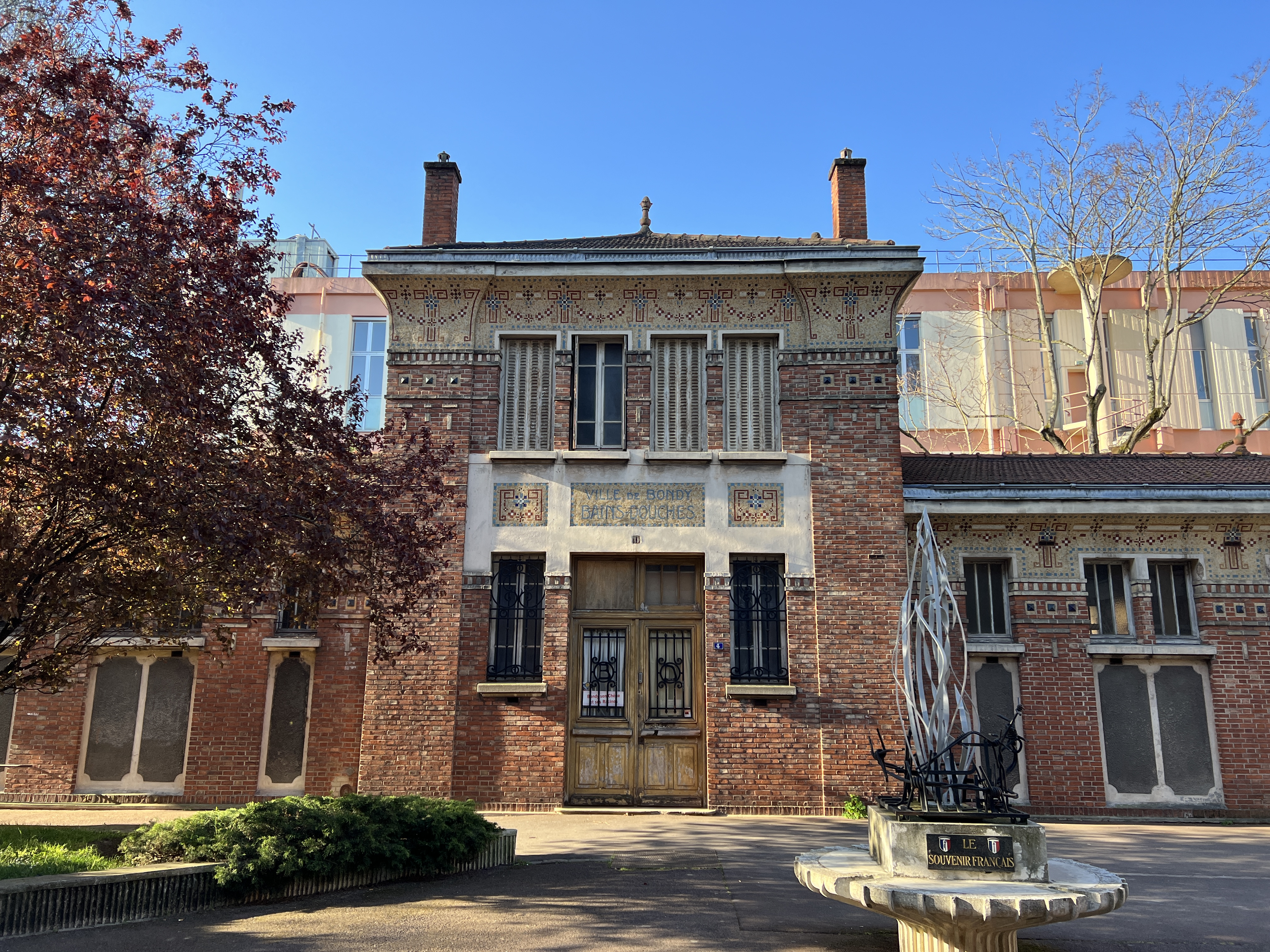
Les bains-douches.
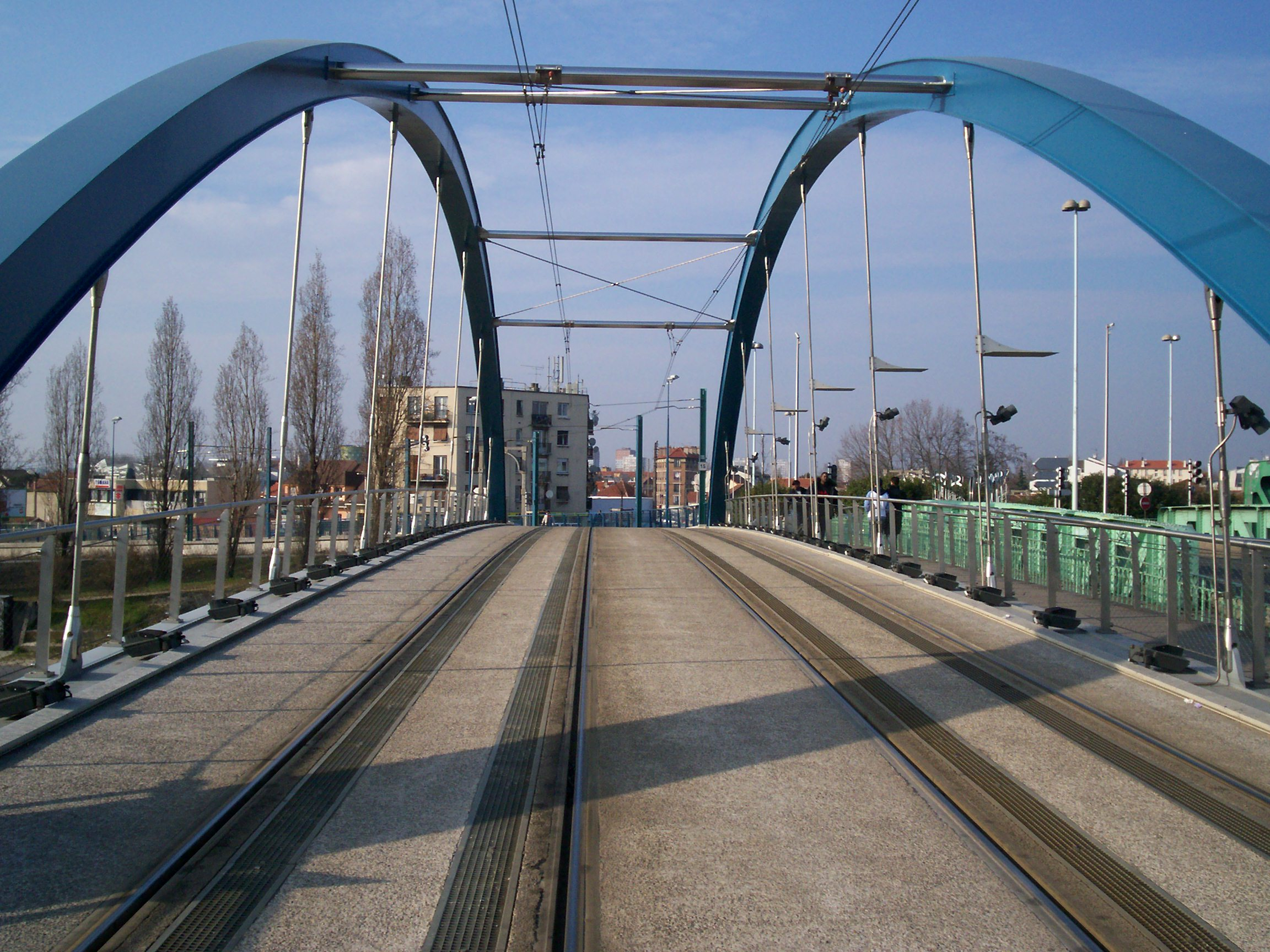
Le Pont de bondy du tramway.
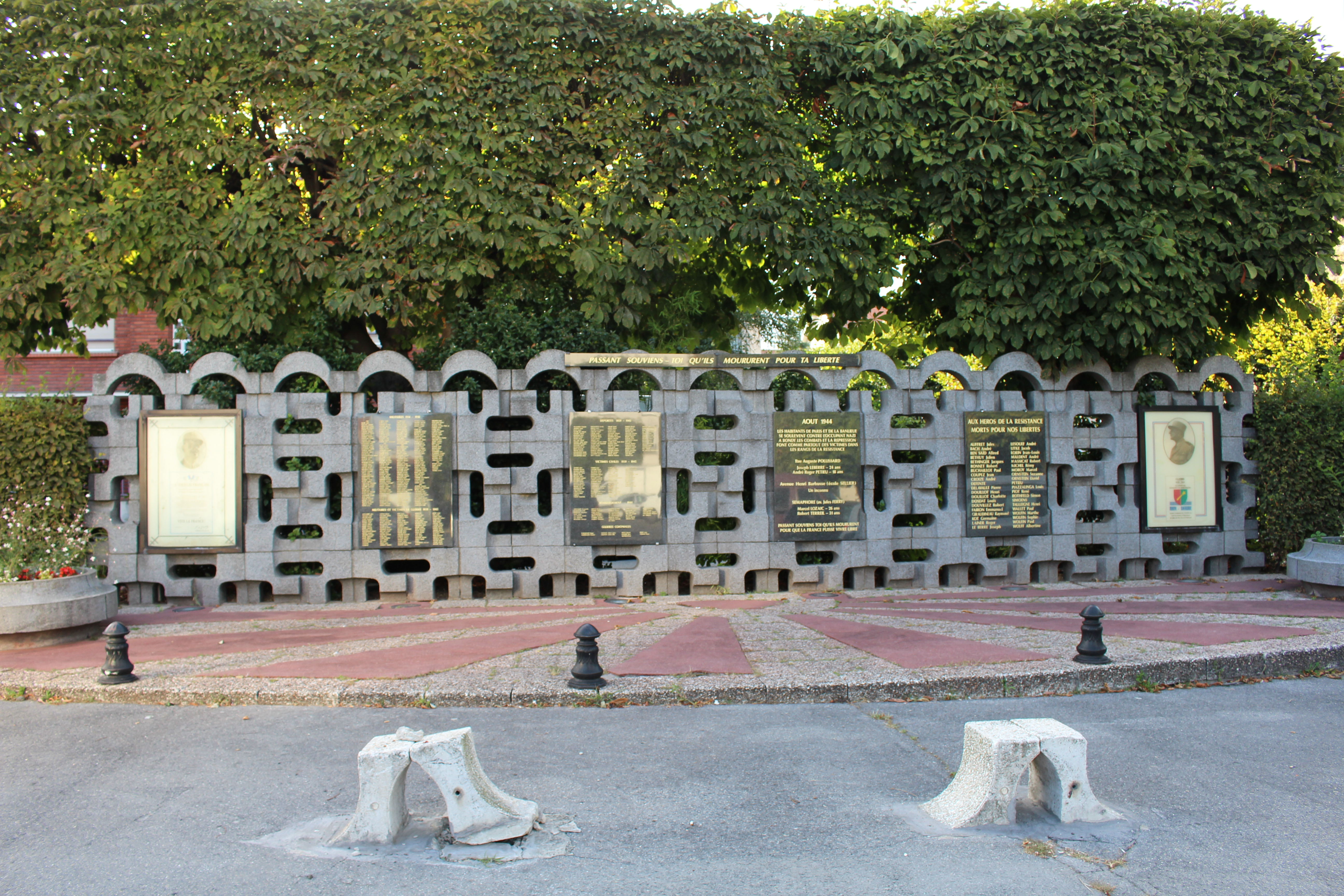
Monument aux morts de Bondy.
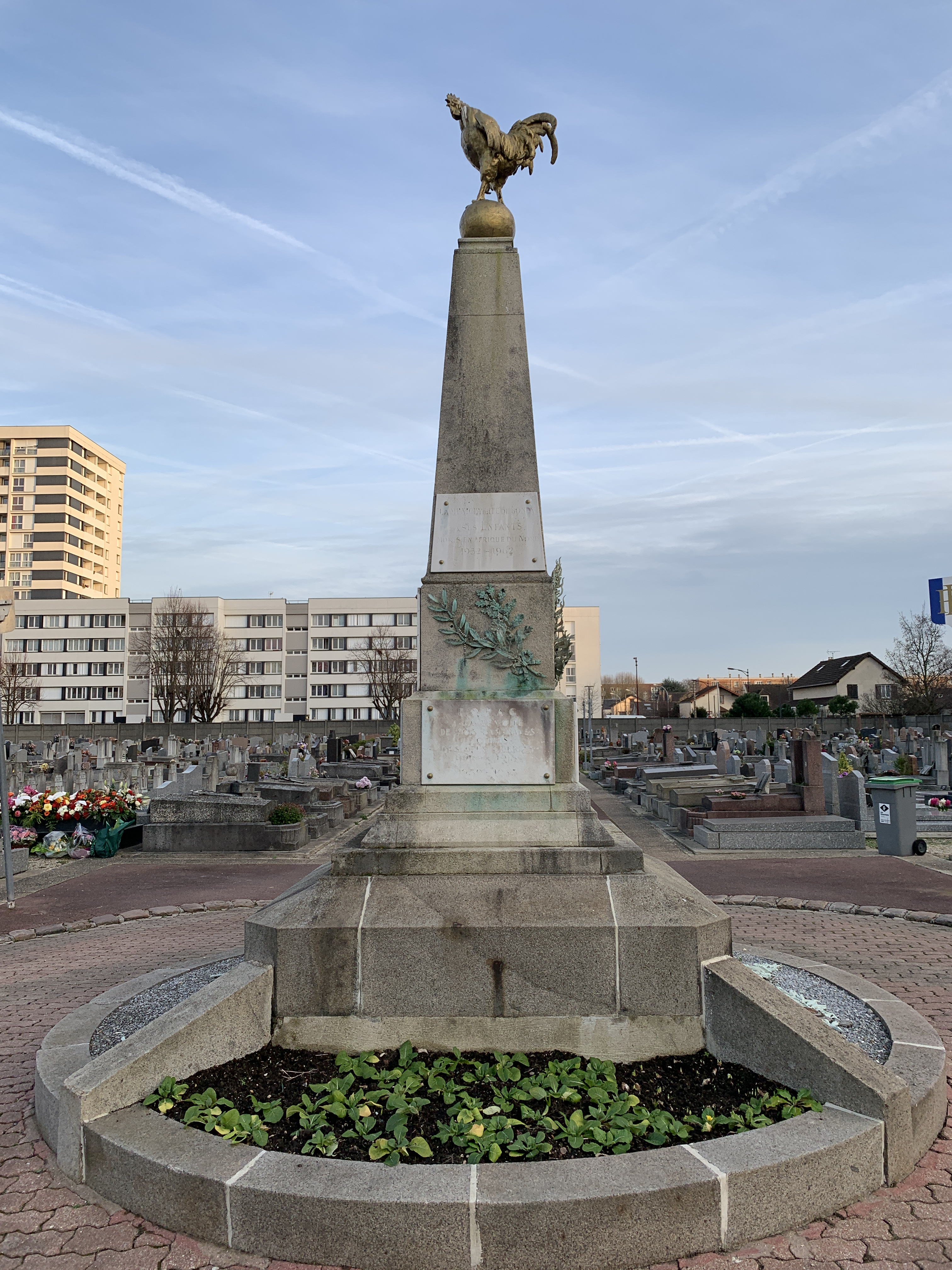
Monument aux morts du cimetière.
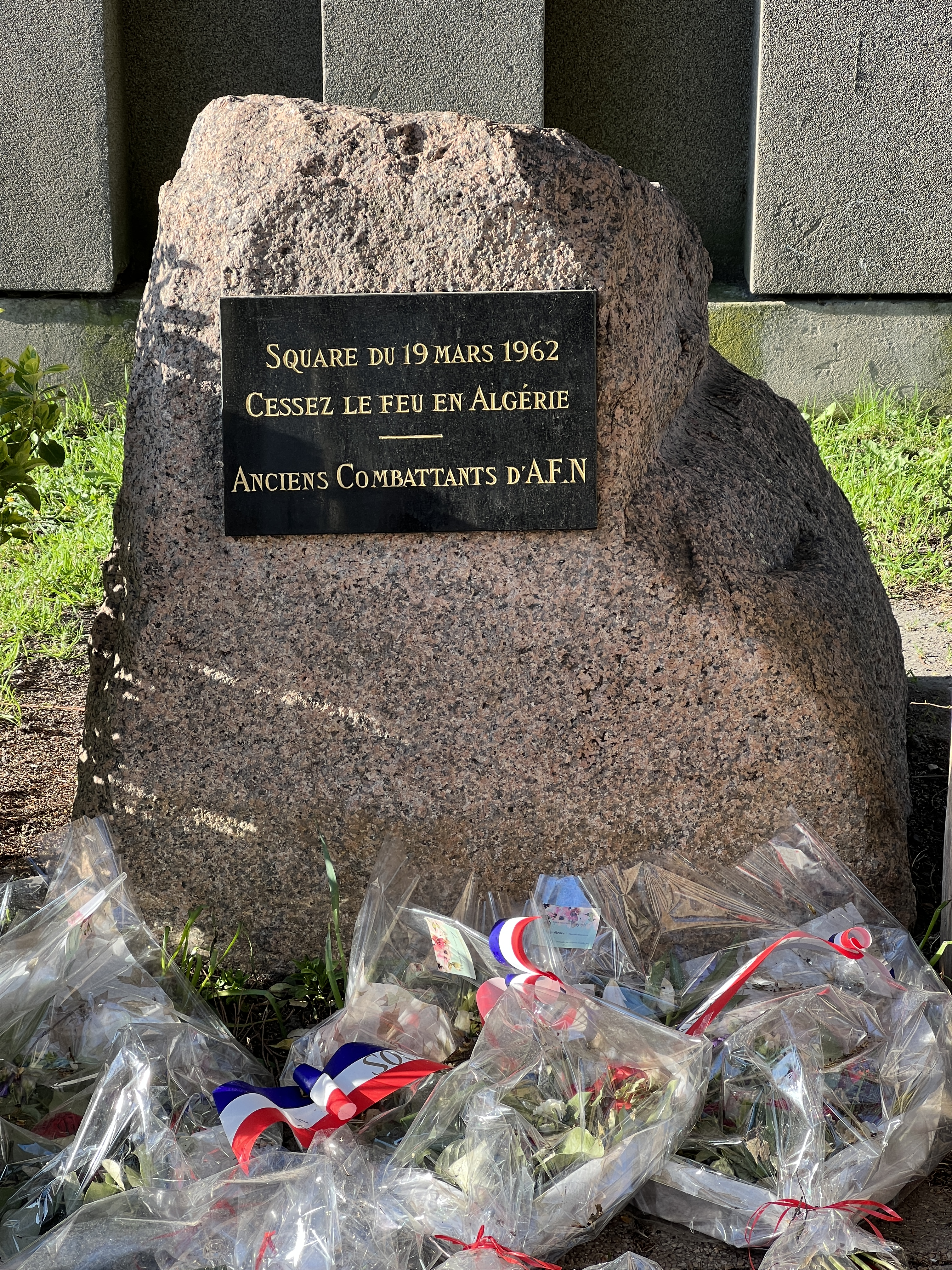
Stèle du square du 19 mars 1962.
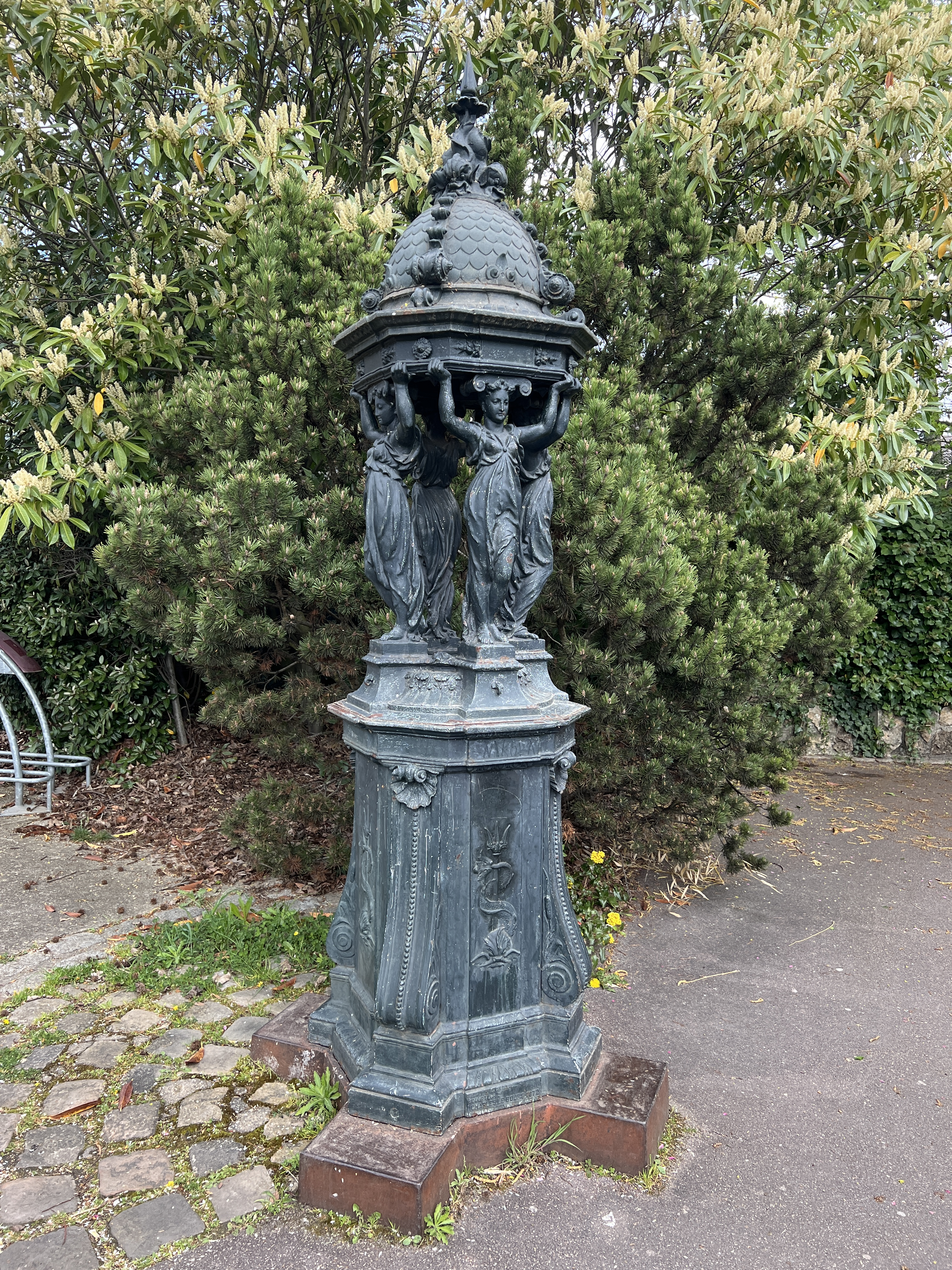
L'une des fontaines Wallace de Bondy.

### Personnalités liées à la commune

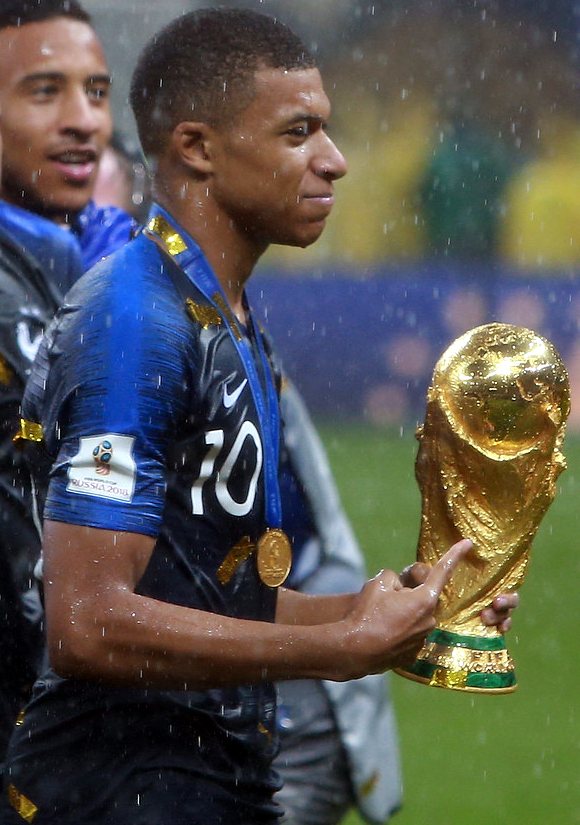
Kylian Mbappé.

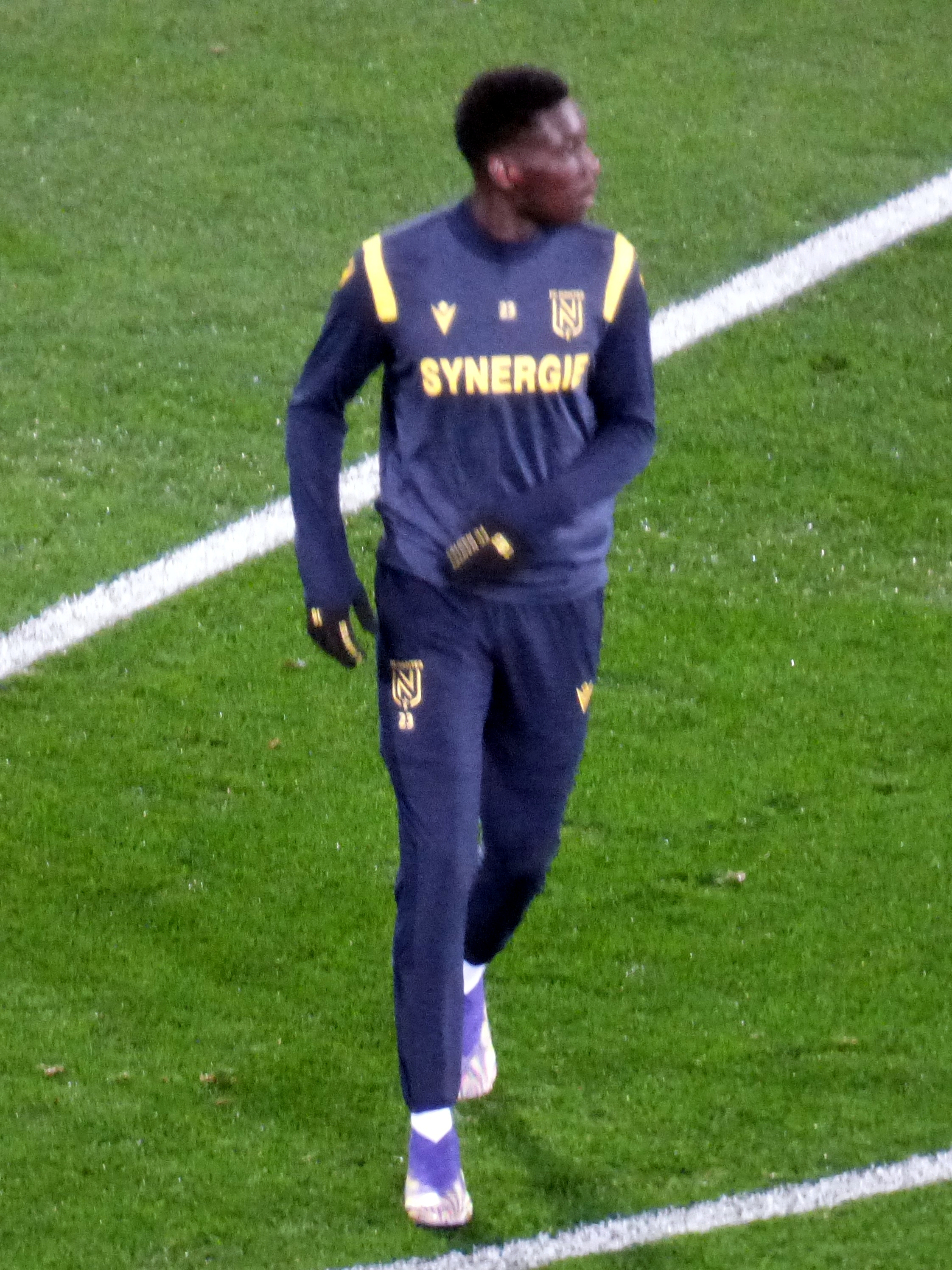
Randal Kolo Muani.

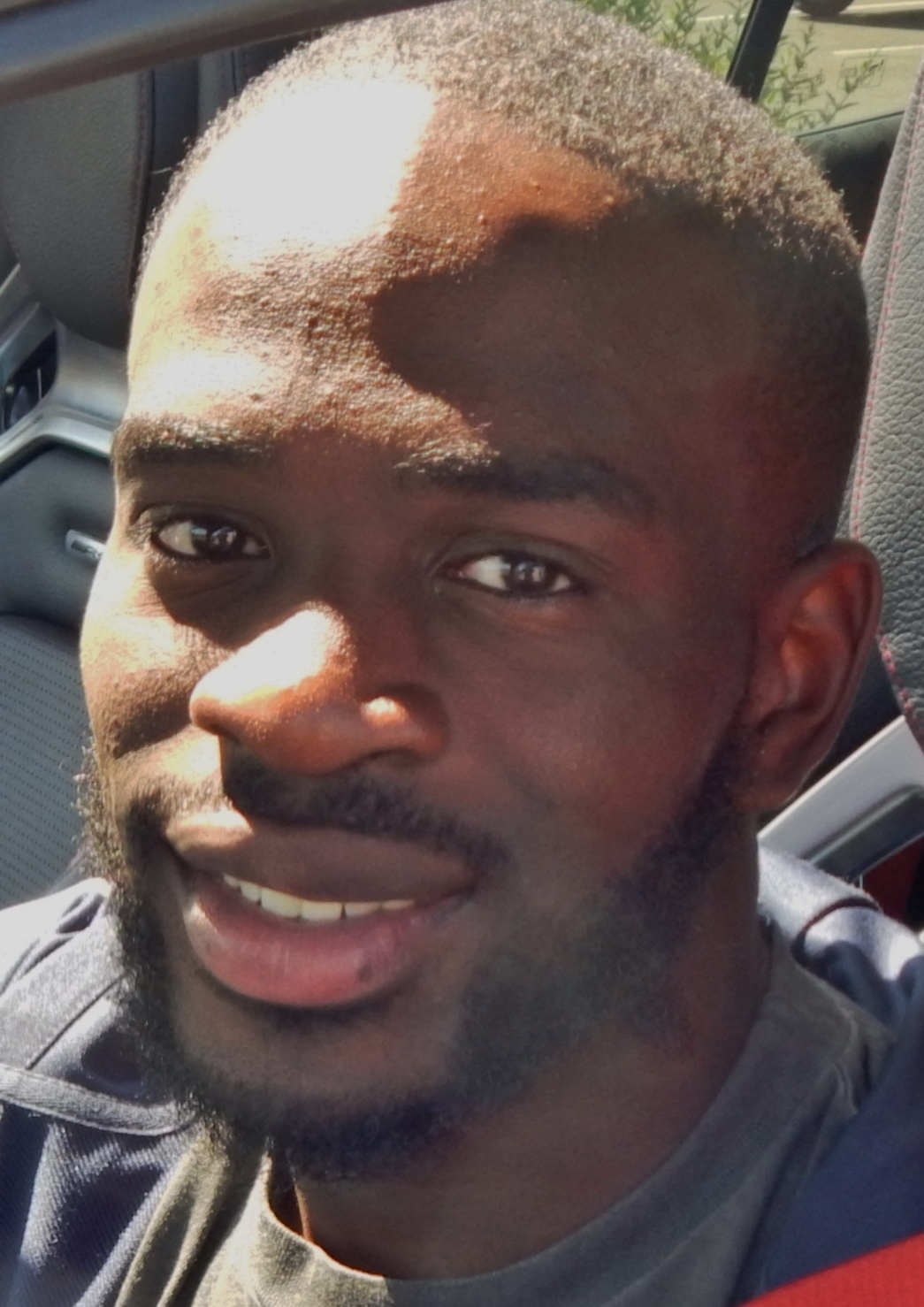
Jonathan Ikoné.

- Youssef Akdim, connu sous son nom d'artiste Lartiste, né en 1985, a vécu son enfance à Bondy, rappeur français d'origine marocaine.
- Cédric Bélise, connu sous le nom d'artiste de Vicelow, né à Bondy en 1978, rappeur du Saïan Supa Crew.
- Victor Bouffort, ingénieur aéronautique et automobile, est né le 14 novembre 1912 à Bondy.
- Didier Bivel, né à Bondy le 27 mai 1963, un réalisateur français de télévision et de cinéma.
- Valentin Courrent, né à Bondy le 16 août 1982, demi de mêlée de rugby à XV formé à l'AC Bobigny 93 Rugby.
- Aurélien Diesse, judoka français, né à Bondy le 16 octobre 1997, judoka français sélectionné pour les jeux olympiques de Paris en 2024.
- Anna Dondon, membre de la bande à Bonnot y est décédée
- Geoffray Durbant, né en mai 1992 à Bondy, footballeur professionnel.
- Fadi El Hage, né 21 février 1984 à Bondy, historien moderniste.
- Élodie Fontan, née le 9 juillet 1987 à Bondy, actrice française.
- Sophie Ferjani, née le 10 juillet 1977, architecte d'intérieur et animatrice de télévision française a vécu à Bondy[réf. nécessaire].
- Louis Fursy Henri Compère (1768-1833), général et comte d'Empire.
- Serge Gakpé, né à Bondy le 7 mai 1987, footballeur professionnel togolais.
- Joris Gnagnon, né le 13 janvier 1997 à Bondy, un footballeur franco-ivoirien, défenseur au Séville FC.
- Christian Guémy, connu sous son nom d'artiste C215, né à Bondy en octobre 1973, artiste urbain, pochoiriste français.
- Quentin Halys, né le 26 octobre 1996, tennisman professionnel né à Bondy.
- Mohamed Hamidi, né le 14 novembre 1972, un metteur en scène, scénariste et réalisateur franco-algérien.
- Malik Hebbar, né le 6 octobre 1973 à Bondy, un ancien footballeur français, qui est actuellement[Quand ?] l'entraîneur du club Jeanne d'Arc de Drancy en Championnat de France amateur (CFA).
- Muriel Hurtis, née à Bondy le 25 juillet 1979, athlète.
- Jonathan Ikoné, de son nom complet Nanitamo Jonathan Ikoné, né le 2 mai 1998 à Bondy, un footballeur international français qui évolue au poste de milieu offensif au Lille Olympique Sporting Club.
- Soraya Jaber, née le 29 juillet 1995 est une entrepreneuse et cofondatrice de Minsar.
- Steven Joseph-Monrose, né à Bondy le 20 juillet 1990, footballeur professionnel jouant[Quand ?] au FK Qabala
- Harold Moukoudi, né le 27 novembre 1997 à Bondy (France), est un footballeur international camerounais qui évolue au poste de défenseur à l'AS Saint-Étienne.
- Walide Khyar, né le 9 juin 1995 à Bondy, un judoka, champion d’Europe en 2016 et sélectionné pour les Jeux olympiques de Rio en 2016 et 5ème des Jeux Olympiques de Paris en 2024.
- Kevin Lafrance, né le 13 janvier 1990 à Bondy, footballeur international haïtien.
- David Larose, né le 4 juillet 1985 à Bondy, un judoka français vice-champion d'Europe en 2014.
- André Malraux (1901-1976) y a vécu toute son enfance, au 16, rue de la Gare.
- Kylian Mbappé, footballeur, né à Paris le 20 décembre 1998[81], a commencé sa formation à l'AS Bondy où son père est éducateur.

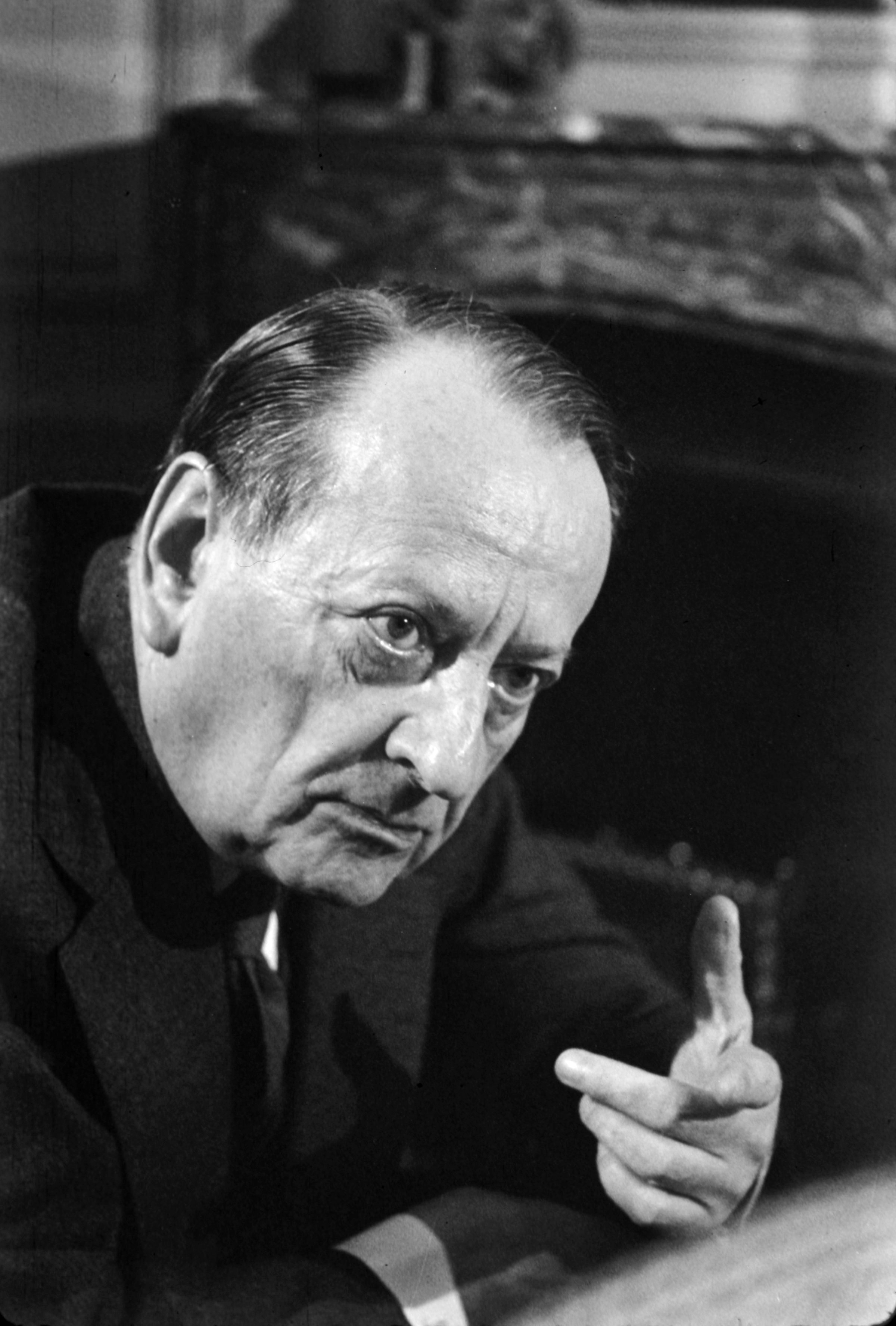
André Malraux

- André MalrauxPatrick Mboma, né le 15 novembre 1970, ancien footballeur professionnel international camerounais et un des meilleurs buteurs de l'histoire de la sélection, ballon d'or africain en 2000, arrivé à Bondy à l'âge de 2 ans.
- Guy Moussi, né à Bondy le 23 janvier 1985, footballeur professionnel.
- Maureen Nisima, né le 30 juillet 1981 à Bondy, escrimeuse.
- Thomas de Pourquery, né à Bondy le 7 juillet 1977 est un musicien, auteur-compositeur, acteur et chanteur français.
- Hervé Ryssen, né Hervé Lalin à Bondy le 10 avril 1967, et qui y a passé son enfance, essayiste français, nationaliste, militant proche des milieux de l'extrême droite radicale.
- William Saliba, né le 24 mars 2001 à Bondy, footballeur qui joue à Arsenal.
- Lalya Sidibé, née le 15 mars 1991 à Bondy, une joueuse de basket-ball.
- Éric Sitruk, né à Bondy le 14 janvier 1978, footballeur professionnel.
- Christophe Tardieux, connu sous son nom d'artiste Remedium, né en 1981, auteur de bandes dessinées et de livres pour enfants, a longtemps vécu à Bondy[82].
- Audrey Tcheuméo, née le 20 avril 1990 à Bondy, judokate française, médaillée de bronze aux Jeux olympiques de Londres et d'argent aux Jeux olympiques de Rio[83],[84]
- Tiakola , né le 4 décembre 1999 à Bondy, rappeur et chanteur français.
- Bakaye Traoré, né le 6 mars 1985 à Bondy, un joueur de football malien évoluant[Quand ?] au poste de milieu de terrain dans le club de Bursaspor en Turquie.
- Jimmy Vicaut, né à Bondy le 27 février 1992, athlète spécialiste des épreuves de sprint.
- Thierry Zig, né à Bondy le 4 juillet 1975, ancien basketteur professionnel.
- Randal Kolo Muani, né le 5 décembre 1998 à Bondy, est un footballeur international français qui évolue au poste d'avant-centre au Paris Saint Germain.
- Jean-Pascal Zadi, né le 22 août 1980 à Bondy, est un réalisateur, acteur et rappeur français.

### Héraldique
| Blason de Bondy | Blason  | D'argent à la forêt terrassée de sinople, au chef d'azur chargé de trois quintefeuilles aussi d'argent. Devise / CriHeureux sous son ombre |
| Blason de Bondy | Détails | Le statut officiel du blason reste à déterminer.                                                                                           |

## Pour approfondir